# Мітлинці

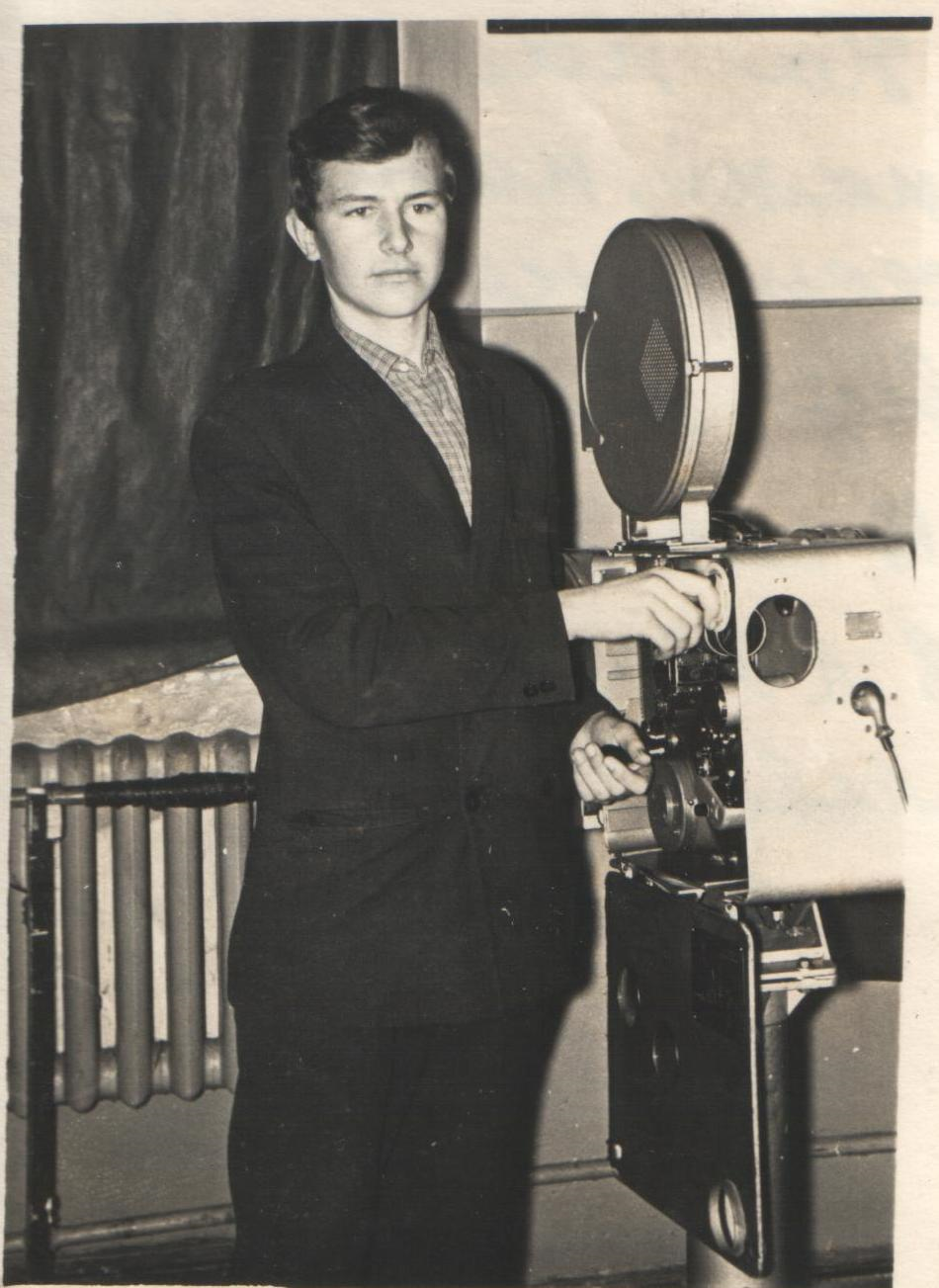
На одному з кіносеансів у новому будинку культури.

Мітли́нці — село в Україні, у Кунківській сільській громаді Гайсинського району Вінницької області.
Село розташоване у північно-західній частині Гайсинського району. У верхній частині села бере початок струмок — притока Собу.
За 2 км від села розташовується залізнична станція Криштопівка.

## Історія села Мітлинці

### Легенда походження села Мітлинець
За переказами с. Мітлинці існує близько 550 років. На горбах і долинах в давнину росли березові ліси, тепер в більшості орні землі, ділянки яких зберегли назви: «Березівка», «Березина» тощо. Жителі, що розселилися в давнину, займалися хліборобством, скотарством, а також виготовленням на продаж віників із березових гілок, що називались мітлами. Старійшину цього поселення прозвали Мітлюгою, звідки і назва села Мітлинці.

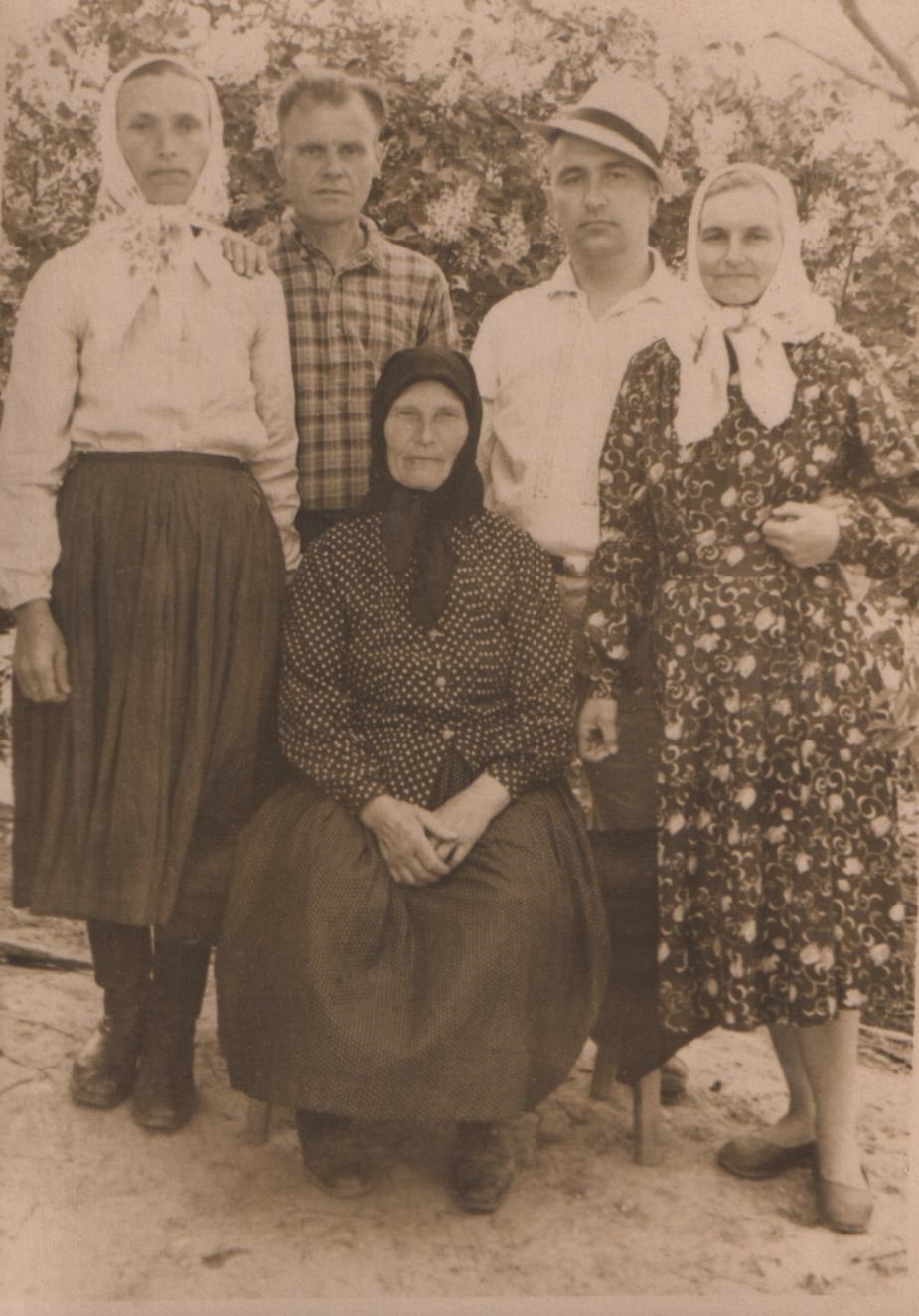
Костина Марія та її родина (перша зліва)

(Записано із слів Костини Марії)

### Перші кроки після зародження села
Понад 300 років тому з північно-західної сторони поселення збудовано укріплення «Городище», яке обнесено високим валом, глибоким ровом заповненим водою і існував єдиний вхід з півдня з боку поселення, площа якого складає 600 м2(100×60). 

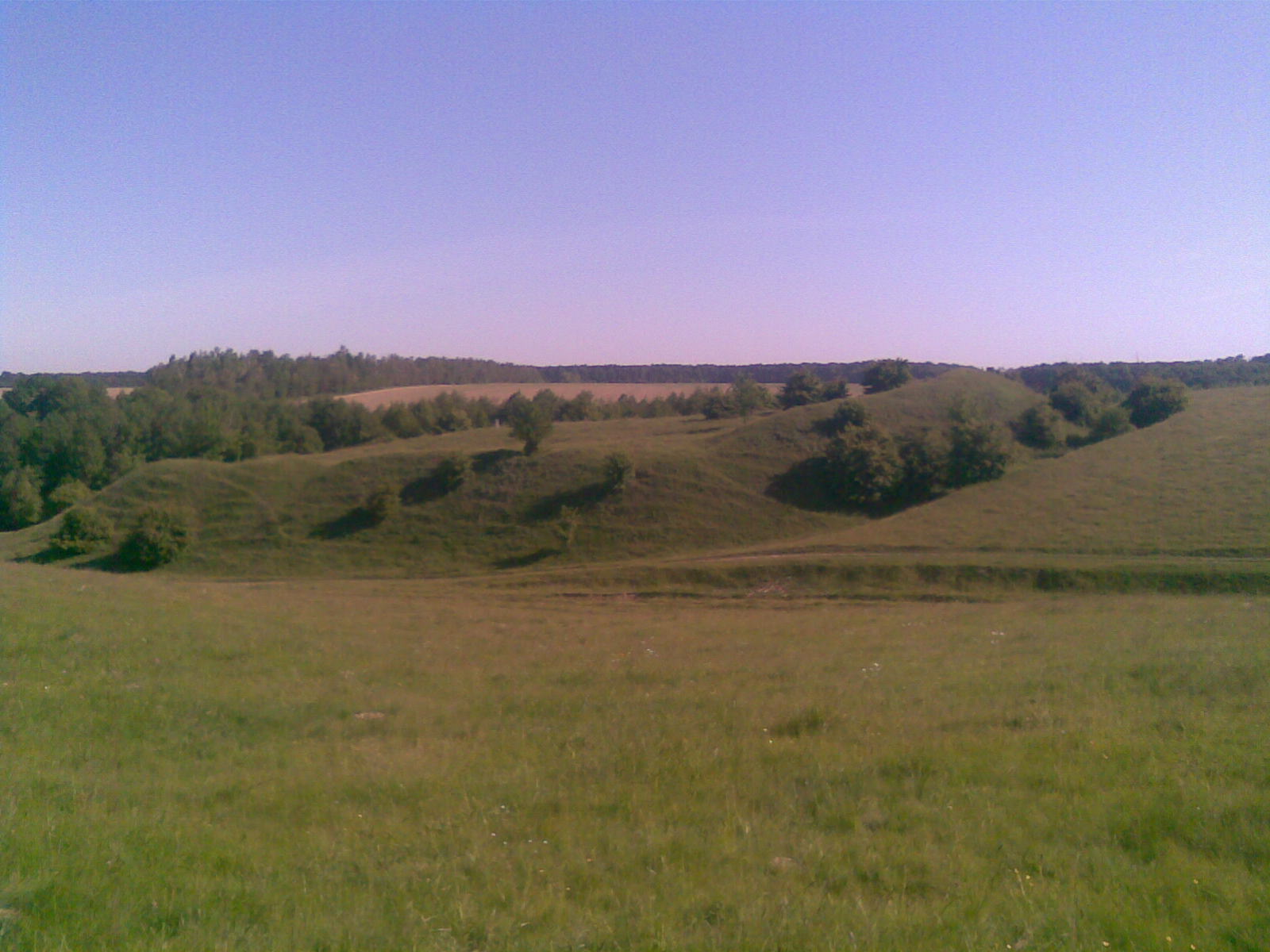
Рельєф с. Мітлинці.

По розміщенню «Городища» рельєфу місцевості, його плануванні і направленості видно, що воно призначено для оборони, в основному із заходу, від турецьких, татарських та польських загарбників.
З півночі і північного сходу с. Мітлинці, якраз поблизу «Городища» проходив в давнину шлях на Умань, про що стверджує назва левад «на шляху», що зберегли цю назву до недавнього минулого. 
Час побудови укріплення відноситься до XVI—XVII століть. Подібні «Городища» існують в інших селах нашої області, з таким же плануванням.
Жителі села стогнали під гнітом шляхетської Польщі і першим власником села був Гайсинський староста Антоній Чечель. Для зміцнення влади, останній, в 1743 році збудував дерев'яну трьохкупольну церкву — уніатську, та виділив земельний наділ 72 десятини. Село послідовно знаходилось у власності шляхтича: А. Ледоховського, Фелікса і Ярослава Потоцьких (з 1789 р.), герцога Ангальт Кештського, а з середини XIX століття перейшли у відання державного майна.
Землі були малородючі, поміщики не посилились, чому село і стало «Казенним». Землі у селян було мало, за орні ділянки були встановлені великі податки, а за «левади» податки були значно меншими, тому в більшості землі були під левадами, які оточували село майже з усіх сторін. Остаточно розкорчовано в 1962—1963 рр.
В 1850 році виникає церковно-приходська школа, для якої збудовано спеціальне приміщення лише у 1895 році на одну класну кімнату і квартиру вчителя. 

### Село Мітлинці в 1905-1930-х роках
Населення поголовно було неграмотним. Не було ніяких інших культурних установ. Відгомін революції 1905—1907 років дійшов і до Мітлинець, але в селі було спокійно, ніяких подій не сталося, населення користувалось не правдивими відомостями і суть справи мало розуміли. З 1905 року в селі введено стражників, посилено нагляд за населенням репресії проти «неблагонадійних» і це по справжньому освітлювало події 1905 року.
Громадянин Шлапак Терень, що мав освіту за гімназію, був активним борцем проти царизму і релігії і за освіту для народу. В 1916 році він організував «школу» вдома, де навчав основам науки 16 учнів і проводив з ними революційну роботу. На домагання місцевого попа Мороховського школа припинила діяльність, а Шлапак Терень змушений був зникнути.
Важким було життя трудящих за царизму. Так-сяк перебували зиму, а з весни відправлялися на заробітки в різні місця, аж до Херсону. Працювали також за мізерну плату в сусідніх селах: Кунці, Носівцях, Криштопівці, на поміщицьких ланах. Особливо відзначався своєю жорстокістю прикажчик носовецького пана Тимофія. Часто виникали незгоди між жителями сіл, що переходили у бійки і причиною їх були злидні та приватновласницький суспільний лад. Таким було життя трудящих в дожовтневий час. 
Перша світова війна 1914—1918 років відчутною була і для трудящих Мітлинець, багато чоловіків забрано у солдати, чимало загинуло на фронті.
Уже в 1916 році в Мітлинцях відчутно наближення революції. В навколишніх лісах з'являються підпільники, дезертири із царської армії, а в лютому 1917 року прийшла звістка про скинення царя.
Севастопольський полк, що базувався в м. Гайсині, у лютневі дні 1917 року арештував урядника, що звільнив всіх з-під арешту. Влітку 1917 року повертаються із фронтів солдати зі зброєю, серед жителів села наростає боротьба за землю, якої буржуазний Тимчасовий уряд Росії їм не дав. Лише Велика Жовтнева соціалістична революція 1917 року здійснила мрії селян про землю і біднота села з радістю зустріла її як свою рідну владу. Багаті і їх прихвосні залишилися ворожими радянській владі. Розгорілася жорстока боротьба в часи громадянської війни, населення захищало радянську владу.
Трудове селянство не тільки стало на сторону радянської влади, а також всебічно допомагало в боротьбі проти іноземних загарбників та внутрішніх ворогів.
Жителі села перенесли важкі роки свавілля німецьких та польських загарбників, в 1918—1920 роках різноманітних банд Волинця, Тютюнникова, Зеленого, Хмари, Лихо, Нетудипідкови тощо.
Населення підтримувало і всебічно сприяло перемозі радянської влади, яка остаточно  встановилась під кінець 1920 року. Озвірілі банди жорстоко розправлялись з учасниками встановлення її. В 1920 році бандою Волинця були розстріляні і спалені Миколаєнко Іван, Попович Оксентій з дружиною та дочкою, Сторожинська Христя, Гузовський Данило. Але недобитки банд були остаточно знищені і трудящі села приступили до мирної праці.
В 1918 році створений революційний комітет села, який очолив Шлапак Адам, виник комітет з незаможних селян, головою якого став Гоменюк Данило.
Церковні землі були передані селянам, ще в 1919 році, а після громадянської війни в період НЕПУ були передані поміщицькі землі з с. Носовець і с. Кунки. Отже, знищено назавжди малоземелля селян, землею стали користуватися ті, хто завжди її обробляв. Це узаконено Всеукраїнським Центральним виконавчим комітетом в 1925 році, на засіданні колегії якого були присутні представники села Хмільовський Семен Іванович, Гоменюк Данило.
В 1923 році створено вперше орган влади на селі — Мітлинецьку сільську Раду депутатів трудящих, яку очолив Ковальчук Андрій.
В країні шириться рух за створення колективних господарств, проводиться землевпорядкування. В час землевпорядкування в 1928 році в с. Мітлинцях виникає товариство по спільному обробітку землі (ТСОЗ), яке очолює Тихонюк Федір. До складу ТСОЗу входили: Чумак Роман, Чумак Корній, Громовий Никифір, Обертинський Павло, Золотар Йосип, Макарчук Микита, Люблінський Трохим, Кравчук Павло, Докійчук Артем, Васільєвський Тодосій. ТСОЗу виділено землі, які в даний час носять назву «Старий колгосп».
В кінці 1929 року виникає ініціативна група з 12 чоловік, яка очолила справу створення сільськогосподарської артілі, до складу якої входили: Шутило Никін, Попович Нікіфор, Хмільовський Михайло, Максименко Тимофій, Гаврилюк Микола та інші. Головою артілі обрано Шутило Никона. Так на початку 1930 року виникає сільськогосподарська артіль «Червоний луганець», назву якій дано на честь міста Луганська, представниками якого були робітники одного з заводів міста: Волков, Плінда, Дехман.
Засідання ініціативної групи мітлинецьких бідняків, яке вперше відбулося у грудні 1929 року під Новий рік, проходило гамірно і незвичайно для присутніх. Головував Никін Шутило, що разом з посадою голови сільради виконував обов'язки секретаря комсомольського осередку села.
Їм належить довести переваги колективного господарювання, довести, що в колективі і працювати краще, і результати праці вагоміші. А як? Ні досвіду, ні тим більше бази не було. Та й вдома не дуже то й розженешся, п'ять — шість сухоребрих шкапин, один — два плуги однолемішні та пара дерев'яних возів — ото й усе.
Надворі тільки-но грудень, зима ввійшла в свої права, а в коморах та токах не дуже густо. Насіння не було, кормів також, то без допомоги району аж ніяк не обійтись. Правда дещо можна було завезти із власних запасів. Хто міг якийсь пуд відірвати від дітей, де в кого було насіння ячменю та вівса. Нашкребли біля сорока пудів. Мало. Озимий клин, що його засіяли тсозовці, був бідненький. Жито ще ніби краще, а пшениця ледь бриніла ще з осені.
Тож мабуть її теж треба буде підсівати ячменем. Все потрібно зробити за один день, бо хто знає, якою буде весна. Та й землі наші Мітлинецькі — глина, глеюватий сірозем. А чим обробиш вчасно? Та все ж зійшлися на одному: бути артілі. Вирішили: їхати Никону Шутилі до райцентру, заявити про створення нової артілі, та заодно попросити допомоги в придбанні насіння, сільськогосподарського реманенту. 
Никін Шутило приїхав з райцентру не сам, з ним прибули робітники з Луганська Волков Олександр, Плінда Костянтин, Гребенюк Павло, з Вінниці Лахтман Григорій. По приїзді їх в село знову зібралися. Доповідав Никін, що район пообіцяв допомогу насінням та деяким реманентом. Була надія, що 66 гектарів тсозівської землі буде засіяно.
З приїздом луганчан пожвавилась агітаційно-масова робота. За грудень 1929 року і січень — лютий 1930 року було зібрано 100 заяв мітлинчан, що бажали вступити до артілі, звозили до  господарства артілі реманент, коней та збіжжя. У березні 1930 року відбулись перші  збори артілі. На зборах прийняли рішення назвати артіль «Червоний луганець» на честь робітників, що допомагали зводити нову будову соціалістичного села — колгосп.
На зборах обрано правління колгоспу, на чолі з головою правління Максименко Тимофія Васильовича, який проживав у Мітлинцях до 1986 року.

### Голодомор 1932—1933
Під час організованого радянською владою Голодомору 1932—1933 років помер щонайменше 241 житель села.

#### Свідчення про голодомор 1932—1933рр. Хмільовської Надії Юхимівни 1927р. н.
Надія Юхимівна відповіла на масу запитань і розповіла про найжахливіші спогади свого життя. Вона розповідає, що була ще зовсім малою, коли у вбогий дім увірвалися озброєні затворами люди і забрали усі пожитки; забирали не тільки продукти, а й одяг, меблі (два ліжка), забирали тканину, рушники, посуд тощо. Також Надія Юхимівна розповіла про випадки доносів у їхньому селі. Вона пам'ятає з дитячих спогадів, що мати назбирала кислих груш у діжку вирішила вночі закопати — «щоб влада не відібрала». Та їхня сусідка цілу ніч не спала і виглядала де мати закопає, а наступного дня, після обіду, прийшли ті ж люди і забрали діжку зі схованки. Надія Юхимівна розповідає, що батько зняв ворота, аби вона з сестрою могли спати не на долівці, а на них та люди із затворами знову прийшли і забрали і їх.
На запитання: Що вона їла? — відповіла, що ще раз перекопували ділянки із картоплею, а на весні цвіт акації та черешень.
Вона розповіла, поля охоронялися й після збору урожаю їм не дозволяли збирати колосся, та все ж мати ховала колоски попід сорочку і носила додому.
Надія Юхимівна розповідає і про випадки людоїдства в селі. Це був один чоловік Павло «Горбатий» (таке прізвисько дали через дефекти при народженні). Цей чоловік робив діжки на замовлення та продаж, подейкують, що він навіть дочку свою з'їв. Ще вона розповіла те, що деякі люди мали гроші на їжу та інші потреби. Вона виразно пам'ятає як їх сусід купив те «ліжко» зроблене із воріт.
Ще у дитячі роки Надії Юхимівні доводилося чути таке поняття як торсінг. Це по словах Надії Юхимівни місце, де міняли коштовності на гроші або ж на продукти.
Коли ж їй поставили запитання: хто винний у голодоморі цих страшних років, стара жінка наповнилася злістю і ненавистю сказала, що як і її мати, вона стверджує, що це могла зробити лише радянська влада.
Останнім запитанням було: чи ховали померлих людей? хто цим займався? й скільки платили поводирям грабарок?
Надія Юхимівна у відповідь лише похитала головою й сказала, що померлих ховали родичі, а в тих, у кого їх не було й досі не має могили і ніхто не знає, що з ними сталося.
Наша Вінницька область посідає друге місце в Україні за кількістю жертв голодомору і перше за родючістю земель.
Чому ж так сталося?
За підсумками в Україні через голод 1932—1933 років кількість жертв становила від 3,5 до 9 мільйонів осіб.

#### Згадує Семенчук Михайло Григорович 1920р.н.

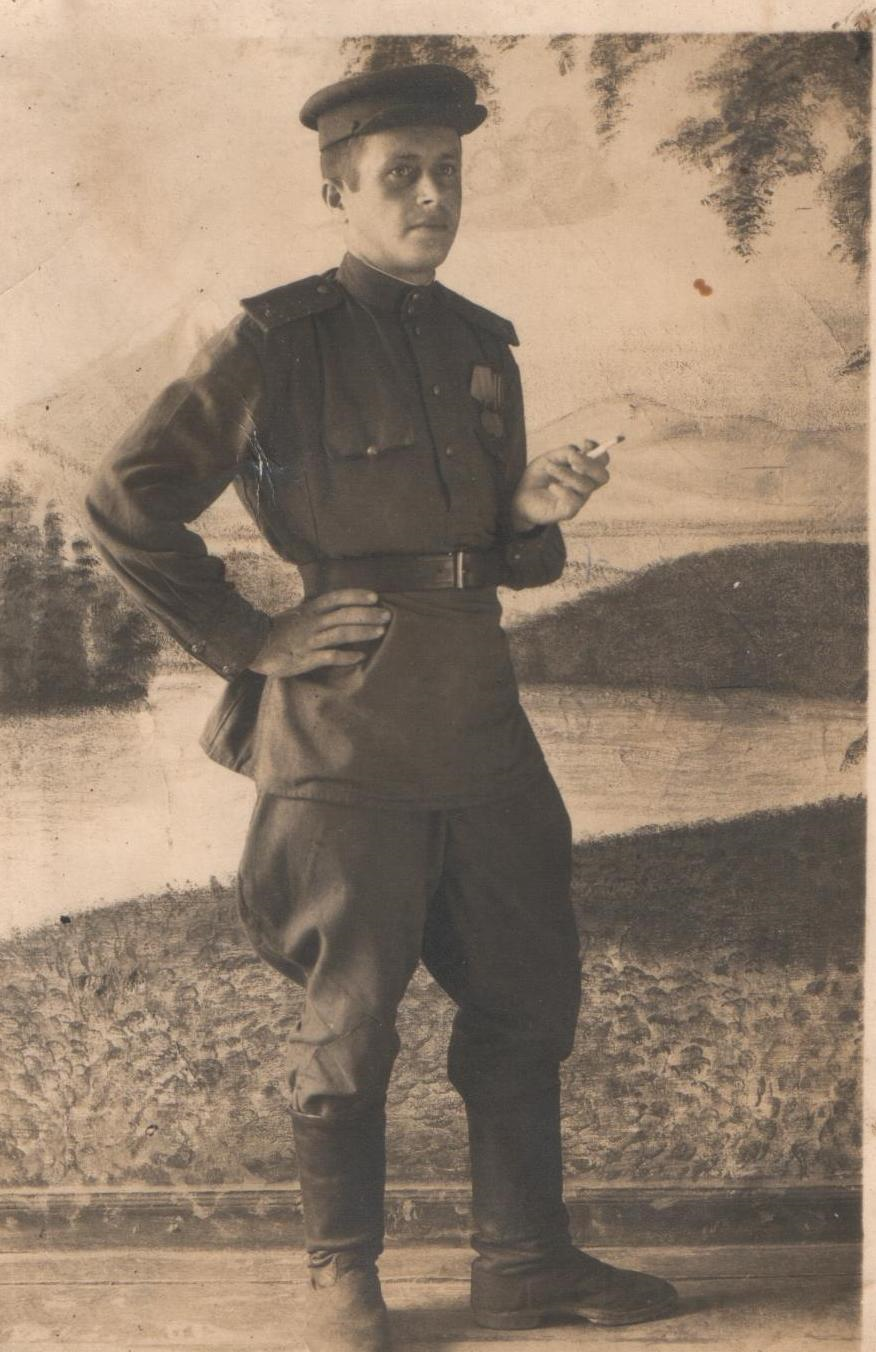
Семенчук Михайло Григорович 1920 р.н.

«Мені було у 1932 році 12 років. У родині влаштувався на роботу. Він дуже допомагав нам виживати: висилав посилки з борошном, макаронами, крупами. Але це було рідко. Приходилося варити (було четверо хлопців, бо старший брат Іван, якому було 24 роки, поїхав у Москву) і з лободи борщ, із липового листя. У людей забирали плуги, коней, а хто противився, того забирали на каторгу на Соловки, звідки неможливо було повернутися». 

#### Згадує Шевчук Надія Данилівна 1920р. н.
«Мені в той час було 12 років. У родині нас було 7 чоловік: баба, дід, тато, мама, я і дві сестри. Слава богу, вижили ми всі. Пам'ятаю, як тато ховали картоплю за хатою. Ми почули, що забирають у людей харчі, вигортають навіть із печей з горнят їжу. От підійшли до нашої хати і відразу один чужий чоловік за хату шукати свіжого місця, чи не заховали де в землю. Він поштурхав у скопану землю залізною палицею і найшов картоплю. Як згадаю, як мої бабуся цілували цьому пройдисвітові руки, як молили віддати, не забирати цю барабольку, а він ні словечка не говорив, забрав і пішов».
- А чи були такі люди в селі, що виказували, де у людей схованки?
- Аякже, були такі іроди.
- Чи знаєте ви випадки людоїдства?
- Знаю. В одного чоловіка було дві дочки. Одну забрали до Сибіру, а другу цей чоловік з'їв. А старшу дочку забрали в Сибір за те, що збирала колоски на полі.
- А що помогло вам врятуватися від смерті?
- Виручала корова. У кого не було корови, то ті вмирали, на тих людей страшно було дивитися, вони ходили як примари, пухли з голоду самі, пухли діти. Дехто не витримував і їв котів і собак. Нашу родину це обминуло. 

#### Спогади Кучеренко Тетяни Тодосіївни 1924р. н.
«Мала я ще була, народилася 25 січня 1924 року. Це були страшні часи, не забуду скільки жити буду. Влада забирала зерно, хотіли знищити українську націю, народ. Були серед селян продажні шкури, але в основному влада підсилала міщан, щоб забирали в людей харчі, зерно. Селяни не могли боротися з цим, бо їх знесилив голод, вони падали просто на дорозі. Наш сусід закопав бараболю на стежці і щоночі ходив підсипати землі і притоптував. Картоплі ніхто не знайшов, але до весни вона померзла і вся зогнила. Але люди все одно їли її, бо там був крохмаль. Цей крохмаль перетирали в макітрі ї смажили. Продукти ховали і під стріхою, і в соломі, але знаходили скрізь і забирали. До хати приходили по троє, по четверо і волостували. Це був Гуменюк, Хомка й інші. Люди почали вмирати на початку 1933 року. Виручали люди одне одного як могли, але голодували ж всі. Переховували худобу один в одного, у лісі, у родичів. Літом і восени їли ягоди, збирали на полях горох, колоски, хоч за 5 колосків людей засуджували до смерті. І взагалі не дозволялося нічого збирати на полях. Коли зловлять людину, яка щось несла, то порозкидають по полі та ще поб'ють.
Поля охороняли ті, що відбирали у людей харчі і всяке добро. Люди їли лісовий часник, гриби, лободу, кору дерев, мерзлі буряки, ягоди горобини, коріння хрону, соняшникові стебла (середину). Людей помирало дуже багато. Хто мав родичів, то вони їх ховали, а як у кого не було, то померлих збирала підвода, скидали в одну яму і прикопували трупи. Були випадки людоїдства. Я не добре пам'ятаю людей і їх прізвища, бо мені мало років було. Але чула, що один чоловік порався на городі і почув страшний крик. Він підбіг до того двору і бачить, що дві сестри зарізали третю. Тоді розтопили в печі і стали варити. А один чоловік теж зарізав свою дочку і їв сире м'ясо. Були такі страшні випадки в нашому селі. Місць поховання у нашому селі немає. Але померлих під час голодомору згадують родичі на проводи, у церкві відправляють молитви за померлих, звичайно не забувають ті, хто це пережив».

#### Згадує Тихонюк Явдоха Юхимівна, 1925р.н.
«У людей все відбирали комуністи, активісти. Були серед них і наші  односельці: Плющенко, Бабярж, Рижук. Не жаліли нікого. Вони виконували наказ начальства. Заганяли у колгосп насильно, говорили, що добре буде. Хто не хотів іти, то висилали в Сибір, забирали і ніхто не знав, де ділася людина. Мого батька теж забрали, заарештували у старій школі, її вже немає. Велику трагедію пережив наш народ, і в цьому винен Сталін і влада. Народ прокляв їх».

#### Спогади Гоменюк Ганни Михайлівни 1924р. н.

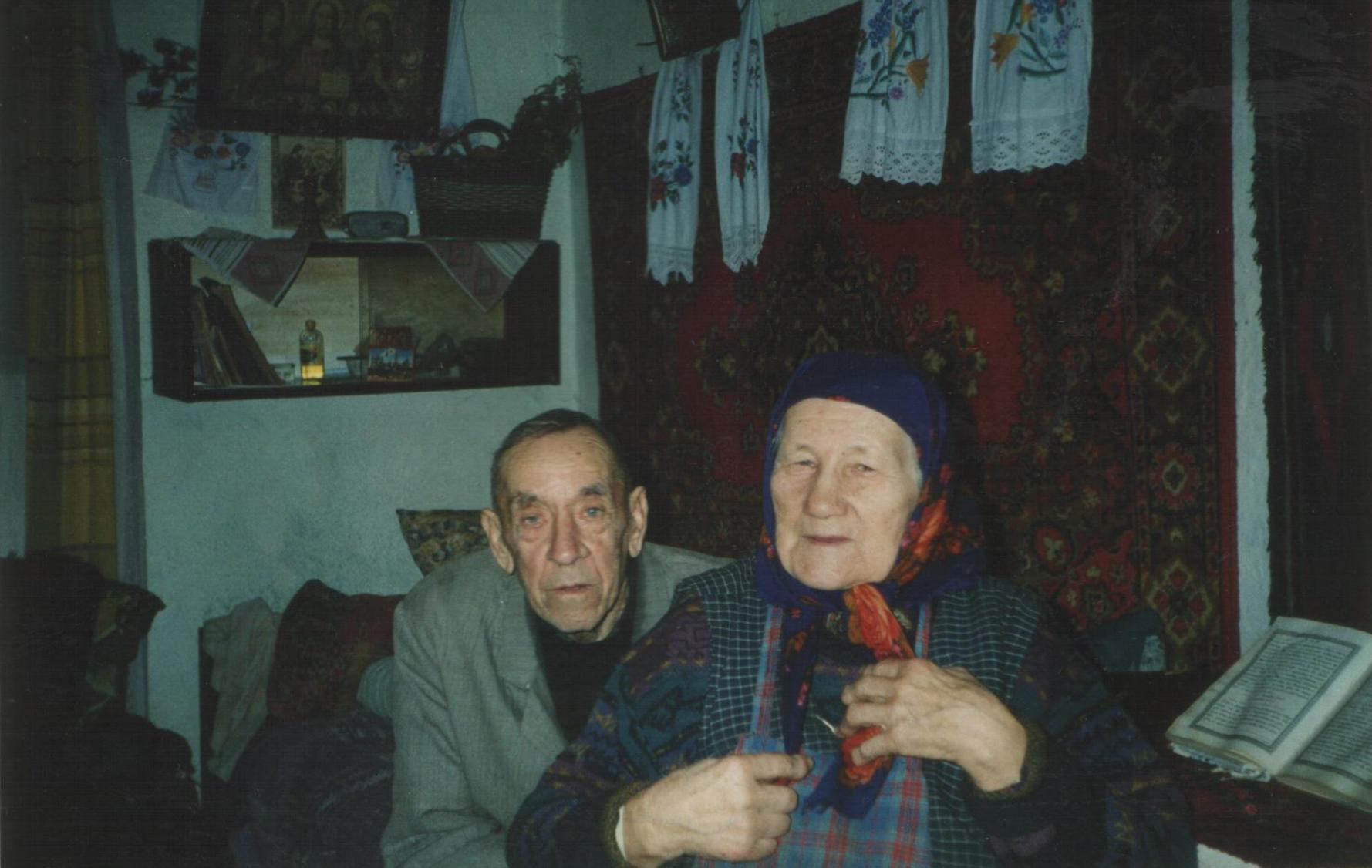
Гоменюк Ганна Михайлівна 1924 р. н.

«Я пам'ятаю голод 1932—1933 років. По хатах ходили Йосип Бабярж, Федір Гуменюк, Хома, Танасій Волосюк, Обертинський, більше не знаю, забула, бо ще тоді була малою. Знаю, що одну жінку у лісі вбили, це Мотрю Червону. Люди рятувалися від голоду як могли: їли заячий квасець, акацію, барабій, знаю, що один чоловік Павло „Горбатий“, який робив діжки, їв людей. Звинувачую радянську владу». 

#### Згадує Колодійчук Ольга Онисимівна, 1924р.н.
«Приходилось їсти різь, гнилу картоплю, бур'яни, листя берези, липи, тополі, лободу. Їли те, що зловлять: мишей, пташок, зайців, котів, собак. Не голодували тільки багатші. Хто як міг, так і виживав. Жабокрицька Люба 7 чи 9 разів їздила у Західну Україну за продуктами. А знаєте, як їхала? На даху поїзда, бо квитків не було і ловили цих людей. Щось вділить кондукторові або машиністові, і той пускає на кришу. Таке тяжке життя було, якщо можна це назвати життям».

#### Спогади Тихонюк Марії Костянтинівни 1917р.н.
«Це було страшне горе для всього українського народу. Що ми пережили! Тепер це слово наганяє страх, а як згадаєш… Врятувала мене корова. Я дотягнула до весни, але весною перехворіла на тиф. Під час голоду у мене померла дворічна донька, померли родичі із села Шура Мітлинецька, не витримала голоду і сестра. Не забуду цього до смерті, як їла лободу, листя…» 

#### Згадує Уманчук Надія Олексіївна, 1928р.н.

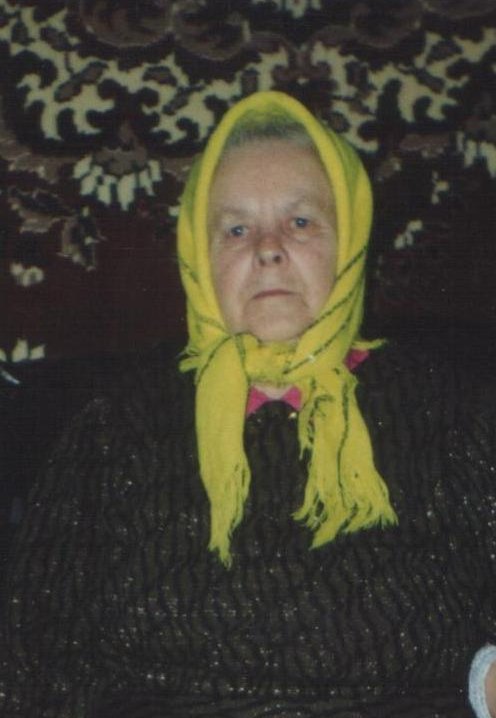
Уманчук Надія Олексіївна 1928 р.н.

«Моя мама викопала яму у хаті, щоб було де заховати зерно. У печі якраз був куліш, коли до хати зайшли чоловіки. Вони штрикали палицею скрізь, шукали харчі. Натрапили на куліш, мама стала дуже кричати, сварити їх, але маму побили. Вони приходили часто, я бачила їх по 8 і по 10 чоловік, це була ціла банда. Їх називали убивцями. Я сама збирала на полі колоски, розминала у руках і їла, а тоді запивала водою. Але потрібно було вкрастися, бо за збір колосків давали тюрму і вбивали.
Оті бандити приходили по кілька разів, хата в хату. Якщо не знайшли нічого, то завтра знов будуть. У моєї тітки померло 2 синочки і чоловік, який пішов у світи шукати їжу. Він помер під тином. Я пригадую, що ніхто ні з ким не ділився, бо всі бідняки голодували. Добре було тільки начальникам і тим, хто оббирав народ. Вони і жили тоді, їли, пили, гуляли. А я добре знаю, що брала ножа, обдирала коріння барабію і їла його. Їли жаб, плазунів, котів. Розтоплювали в печі, кидали їх туди і пекли. У містах теж був голод, але найбільше забирали у селян, у хліборобів. Людей вмирало багато особливо тоді, коли кінчалися буряки, гнила картопля. Ніхто не хоронив. Знаю, що моя мама викопала ямку і повкидала туди дітей, тільки не пам'ятаю, що то за діти. Мама не хотіла потім про це ні згадувати, ні говорити».

#### Згадує Мальська Марія Романівна 1927р.н.
«Дуже була важка весна 1933 року. Не було що їсти, не було чим посадити городу. Вдома лишилося горнятко проса, яке мати Текля (1988 року народження) закопала в хаті біля лежанки. Коли мама пішла в ліс за дровами, ми з братом Андрієм розбили шибку. Маленький братик Тимофій, що лежав у колисці, застудився і помер від голоду й холоду. Із проса варили баланду, а коли воно закінчилося, то мати опухли з голоду. Тоді мені довелося іти через поля до батька, який жив із другою родиною аж у селі Вища Кропивна. Він тримав корову. Щотижня тато давав четвертьову банку (5-6 літрів) сироватки. Так ми мали сяку-таку їжу, і мати поступово одужали. За цю ж сироватку виміняли у сусіда Прокопа обрізки картоплі, щоб посадити город. Товкли листя липи, лободи, змішували із сироваткою та пекли такі млинці. Багато людей померло тоді від голоду, вулицями села їздила підвода і збирала померлих».

#### Згадує Шейновська Наталка 1919р.н.

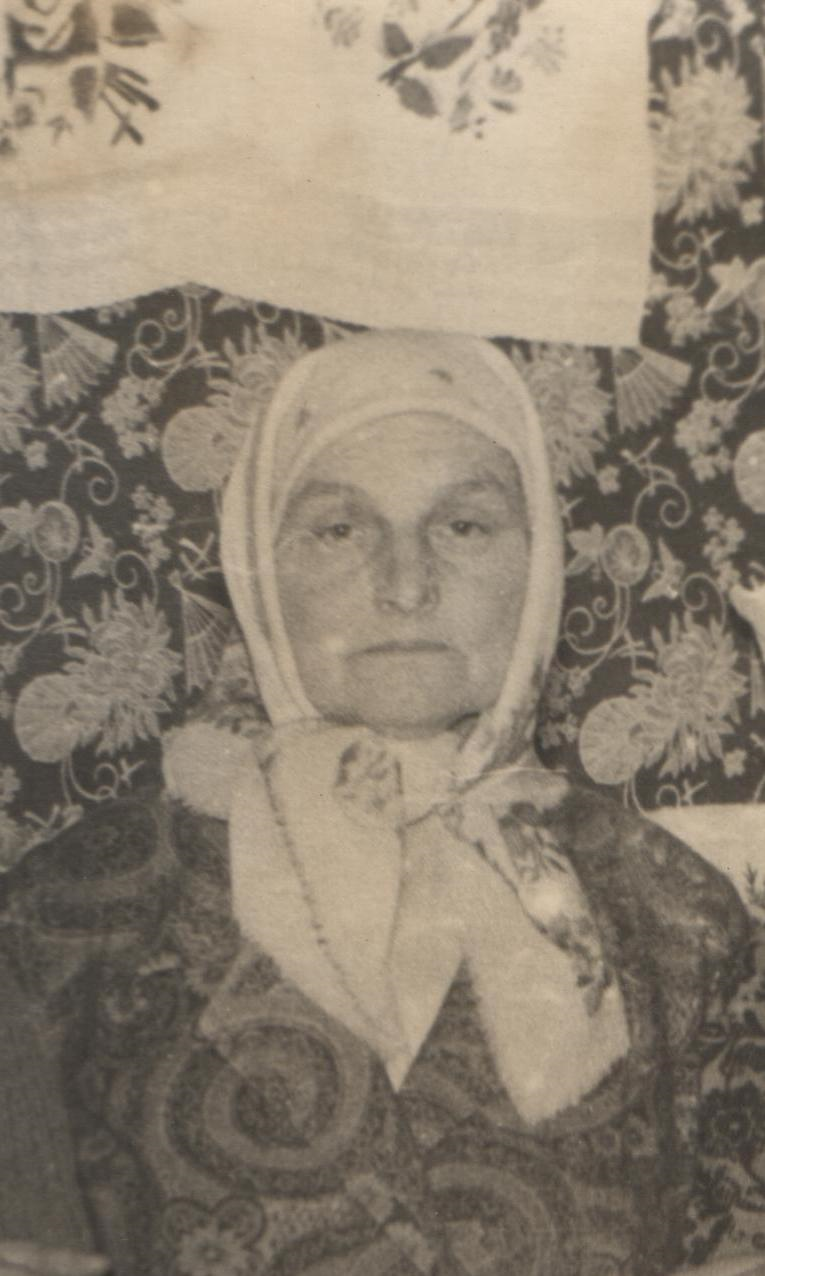
Шейновська Наталка

«Люди вимирали цілими родинами. Опухлих людей вивозили повозкою у рови, у ями. Один чоловік, що збирав трупів, віз померлих, цілу родину і ще живу дівчинку. Коло ями дитина дуже кричала, чоловік пожалів її і забрав додому. Врятована дівчинка стала єдиним свідком голодомору із цієї родини. Цей злочин Сталіна і його головорізів не зітреться у людській пам'яті».
Але незважаючи на всі ці страшні події життя села продовжувалося.

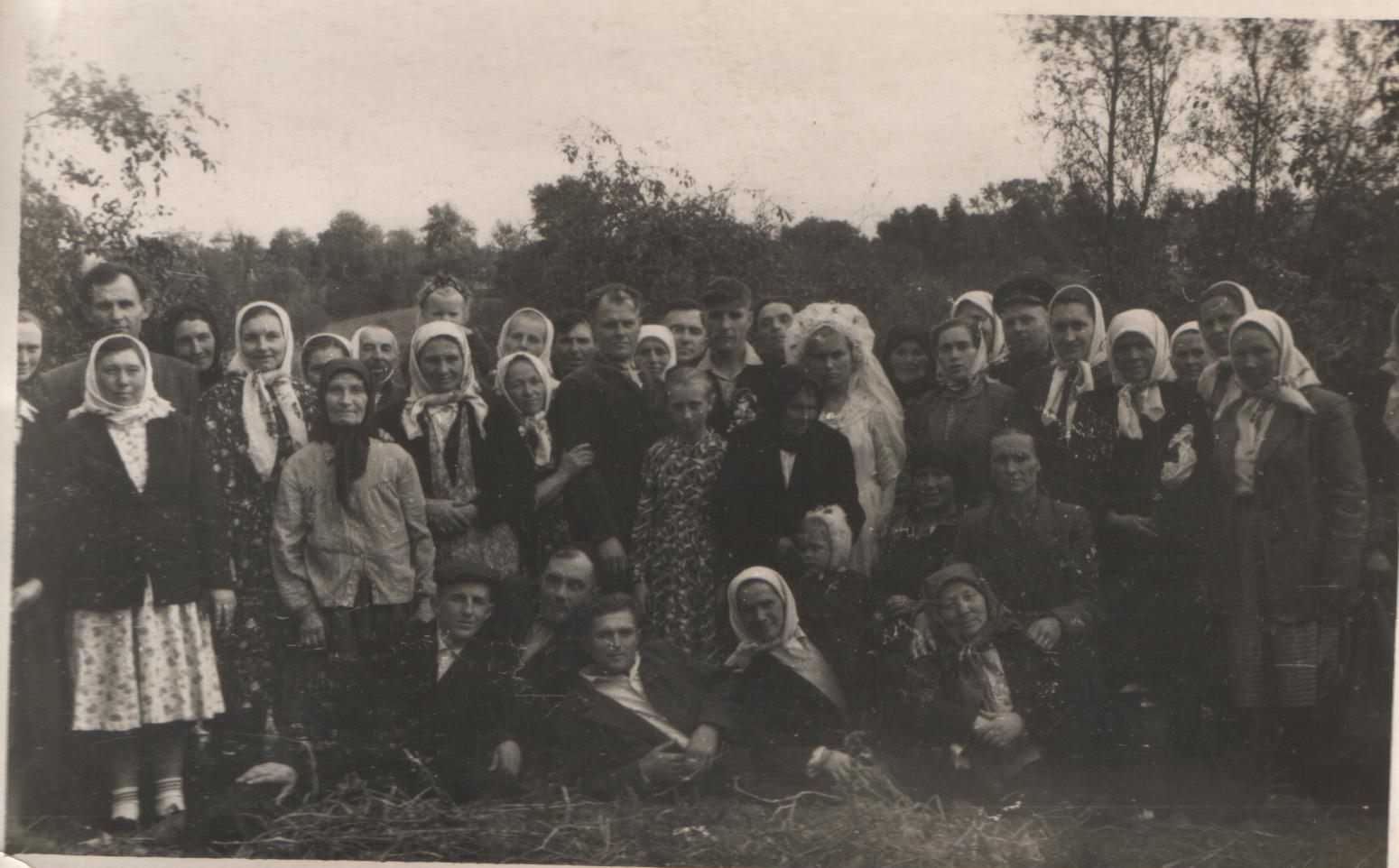
Сільське весілля (1937 рік)

### Німецько-совєцька війна
Початок 1941 року видався сприятливим для сільськогосподарських робіт. Тільки-но впорались мітлинчани з весняною посівною, як зачастили теплі травневі дощі з грозами. 
На початку червня селяни вийшли на сінокіс. Заготовляли сіно худобі на зиму, косили трави, конюшину на левадах, урочищах «Березівки». В селі залишились малі та старі мешканці. Колгоспники та сільська інтелігенція пліч опліч косили, гребли, скидали в копиці, звозили і скиртували сіно. Під час відпочинку розважалась молодь, агітатори читали газети, проводили бесіди
Виникали часті суперечки на теми зовнішньої політики. Молодь, як завжди, гаряче відстоювала свою точку зору щодо Гітлера, мовляв, не посміє він напасти на Радянський Союз. Старші, попихкуючи цигарками, більше відмовчувались або ж недбало хто-небудь кине «поживемо — побачимо».
В середині червня по закінченню сінокосу стали переглядати реманент, щоб ще раз перевірити, чи готовий до жнив. З МТС прибули мітлинецькі хлопці Никон Шутило, Петро Загреба, Бендяк Олександр, Краснощока Андрій, Волосюк Яків. Зранку до пізньої ночі на колгоспному дворі гамірно. Далекою луною переливається передзвін з колгоспної кузні, Готували ручні граблі, точили серпи, коси. Бо ж урожай видався рекордний. Пшениця вийшла на славу, що й найстаріші жителі не пам'ятали такої. На неділю призначили загальні збори колгоспників, щоб обміркувати всім разом кампанію жнивування. А в суботу у вечері молодь відпочивала. З райцентру привезли кіно «Тракторист», фільм демонструвався на колгоспному дворі. Перед початком сеансу комсомольці продемонстрували світлову газету, її завжди з захопленням переглядали колгоспники.
Довго ще гомоніло у вечірніх сутінках село, після перегляду кінофільму, співуча молодь на вулицях виспівували «Галі»  на заріччі заливалась в танці гармоніка бібліотекаря Володимира Шейновського.

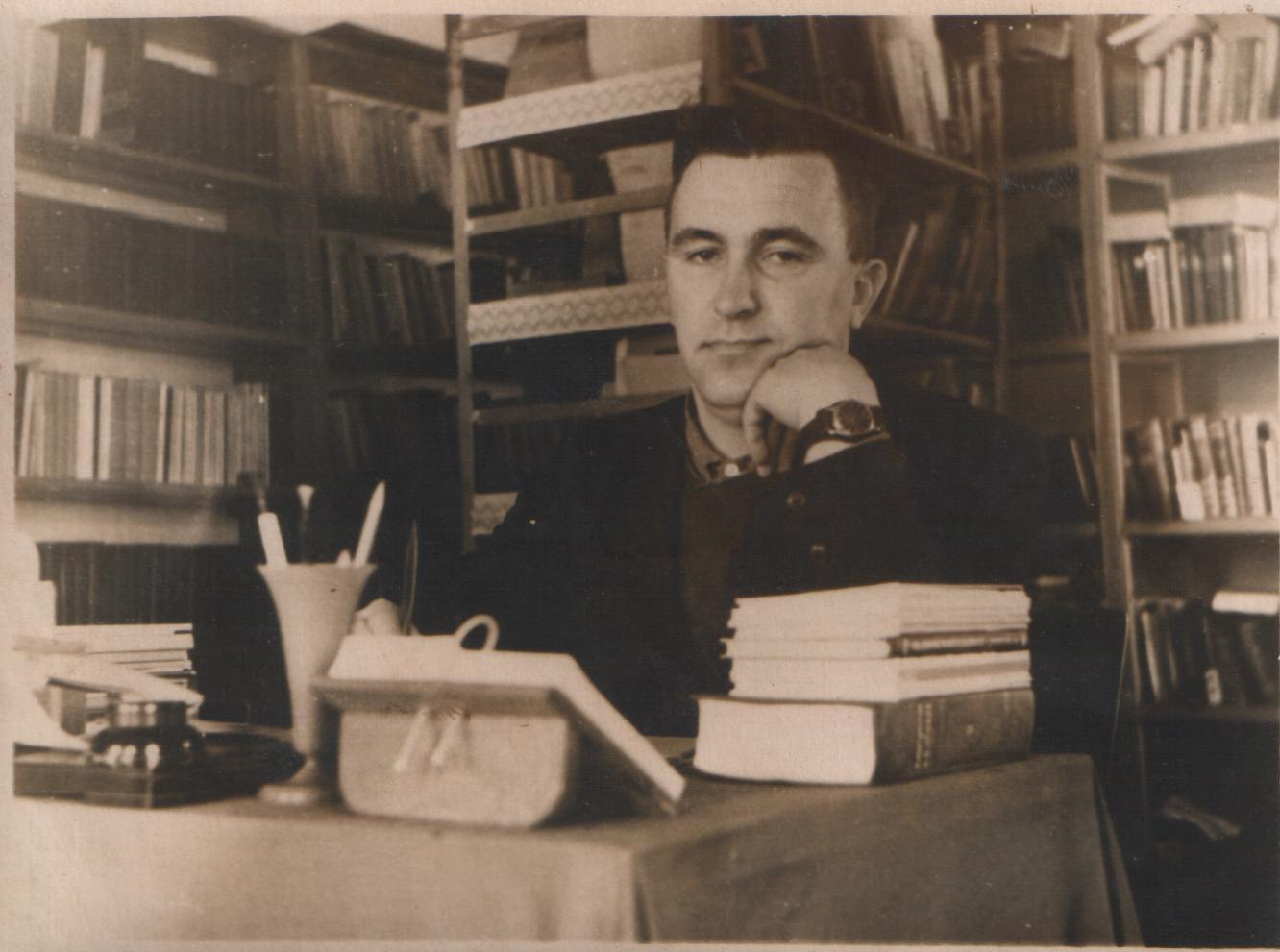
Володимир Шейновський

Пізно заснуло село, і ніхто того не знав, і не відав, яку страшну вість принесе ранок.
Тиждень всього пройшов, як прийшла в село звістка про страшну війну. Вже пішли перші загони мітлинецьких чоловіків і хлопців на бій з ворогом. Кожного дня тепер когось випроводжали на війну. Зростала тривога. Біля гучномовця прикріпленого на стовпі колгоспного двору, завжди людно. З надією на очах люди дивилися на нього.
Суне лавиною фашистська чума. Збори таки відбулися тої неділі, але не жнива були головним питанням. Приїхав представник райвійськкомату. Голова сільради Маценко Й. Н. надав йому слово. Після короткої промови про віроломний напад фашистської Німеччини оголосили прізвища тих, хто перший підлягає мобілізації до рядів Червоної Армії. Відпустили їх зі зборів готуватись в дорогу на збірні пункти. Збори продовжувались, вирішували, хто замінить мобілізованих на фронт, організацію інших колгоспних робіт в зв'язку із військовим положенням.
То був перший день великого горя людського. Прийшов він зненацька, як сніг у літній день, і чим далі віддалявся цей день, тим горе більшало. За два тижні Мітлинці випровадили на фронт понад 200 своїх односельців. Вся важка робота перейшла на плечі жінок, підлітків та старих людей. Артіль стала жити воєнним життям. Кінець червня і початок липня задощило. В дощові непогожі дні важко було і худобу доглядати і інші господарські роботи виконувати. Кожного дня потрібно було людей виділяти на будівництво воєнних укріплень понад річкою Південний Буг. Та люди не нарікали на важку долю, розуміли, що там, на фронті ще важче.
Найважчою звісткою була евакуація колгоспу. З дня на день відкладали відправлення худоби та евакуацію колгоспу, сподіваючись, що може все-таки зупинять наші війська фашистів. Та «Месершмідти» і «Юнкерси», пролітаючи з смертоносним вантажем над селом, все частіше нагадували про неминучість відправлення.
18 липня 1941 року голова колгоспу Чорний С. М. та голова сільради Маценко І. Н. зібрали актив села і вирішили: свиноферму роздати колгоспним   сім'ям, вівці теж, велику рогату худобу відправити вглиб країни. Трактористи розібрали трактори, поховали реманент. Наявний хліб розділили поміж колгоспників. За два дні комсомольці на чолі з своїм секретарем Сторожинською Тетяною Никифорівною справились з дорученням, яке вони одержали від правління колгоспу, техніка була розібрана і схована.
21 липня Шлапак Артем, Максименко Василь, Шлапак Олександр і Шлапак Явдоха прощалися із селом і вирушили у дорогу з колгоспною худобою. Прощалася із старшими молодь, яка теж вирушала у тил. Останніми виїжджали Чорний С. М. з дружиною Іриною, яка була секретарем партійної організації, Маценко І. Н., Сторожинська Т. Н.. Опустіло село. Стояла жнивова спека. А хліба, що так рясно колосились, починали осипатися чекаючи рук хліборобських.
Німецькі вояки ввійшли в село вже в серпні, знаходились запроданці, які зустрічали фашистів з хлібом і сіллю. Це Тихонюк Іван та Тихонюк Артем, за це щедрою рукою німецької влади їх призначають в начальство. Івана Тихонюка — старостою, Артема — головою громади, а Шутило Мефодія комендантом поліції.
У вересні повертаються в село мітлинчани, що в дорозі попали в оточення. Пригнали до села і частину великої рогатої худоби. Худобу залишили під наглядом Шлапака Артема в левадах. Потім під розписки віддали колгоспникам. «Нове начальство», призначене фашистами, з ніг валились аби догодити своїм хазяям. Збирали сільський сход, погрожуючи розстрілами, примушували збирати хліб для «фатерлянду». Врожай зібрали, та до Німеччини він не дійшов. Фашисти від погроз переходять до дії. Все частіше озброєні загони жандармів з Ситковець та з Гайсина налітають на село. Грабують. Виловлюють молодь для відправлення до Німеччини. Але село не скорилося.
В лісах поблизу села, у 1942—1943 роках почали діяти партизанські загони. Мітлинчани налагоджують зв'язки з ними. Допомагають одягом і харчами. Сім'я Тихонюка Фока стає партизанською. Сини Микола і Сергій, дочки Ялина і Варвара. Спочатку вони були як зв'язківці, а потім пішли в ліс. Допомагає партизанам Обертинська Тетяна, вона переховує партизан, буває в таборі Рибачанка. Хата Кодинюка Антона Семеновича, сама крайня на Зарічанській вулиці, як переговорний пункт. Сюди на край села на Заріччя патріоти приносили все, що могли передавали партизанам, їжу, одежу, медикаменти: хворі, поранені, оточенці знаходили надійну схованку не тільки в Антона, але й у багатьох інших хатах.
В архівах сільської Ради зберігаються списки, у які занесено тих, хто безпосередньо допомагав партизанам, їх налічувалось 47 чоловік. Серед них: Дяченко Ганна Кононівна, Обертинська Параска Павлівна, вони були господарками явних квартир партизанського загону ім. Леніна.
Кінець 1942 року і 1943 рік — це роки інтенсивних дій партизан. Вузькоколійка Гайворон — Вінниця контролюється підпільниками. Дані про формування поїздів з награбованим добром передавалися партизанам. Передаються час їх відправлення. Маючи ці дані партизани зривають ешелони. Протягом 1943—1944 років на прогоні Гайсин — Криштопівка, який тягнеться через мітлинецькі поля, було підірвано одинадцять ешелонів. В цьому велику допомогу надавала Ялина Фоківна Тихонюк, яка була зв'язковою. То кілька разів на день іноді приходилось бувати в Гайсині Ялині. То із зв'язкою дров, то із кошиком картоплі ходила вона на зустріч з потрібними людьми. А потім ліс, і знову завдання. Фашисти так і не дізналися хто інформує партизан про відправку ешелонів. Тим часом в село приходять все радісніші чутки.
Наші війська відстоявши найважливіші рубежі, серце нашої Вітчизни — Москву, Ленінград, Сталінград, Тулу та інші перейшли в наступ на всіх фронтах. Одну за одною терпіли поразку фашисти. Невдачі на фронтах підсилювали агресивні дії фашистів в тилу. Фашисти боялися партизанського руху, все частіше зганяли лють на мирному населенні, спалюючи вщент села та знищуючи їх жителів. Та чим більше лютували фашисти, тим більше активізувались дії народних месників.
В районній газеті «Трибуна праці» за 14 березня 1974 року в статті «Нескорене село», автором якої був учитель пенсіонер Люблінський Т. О. говорилося «…Коли фашисти окупували село, мітлинчани ні на один день не послабили боротьбу з ворогом. Особливо відзначились Олександр Кропив'янський та його дружина Любов Олександрівна. Загинули партизани Володимир Шутило, й його дружина Наталія, Петро Коваль. Всіляку допомогу надавали народним месникам Фок Тихонюк та його дочки Ялина і Варвара».
Фашисти виловили і відправили до Німеччини за три набори 360 осіб. Але й там далеко від рідного дому не корилися вони ворогові. Петра Чомуня і Василя Шевчука за спробу втекти з неволі спалили в крематорії. Загинули в Німеччині і молоді дівчата: Люба Вербина, Явдокія Цегельник, з пошкодженим хребтом привезли в село Тетяну Корінчук після звільнення з фашистської каторги. В грудні 1943 року прийшов з Носовецької школи Луценко Яків, де він працював учителем, і приніс звістку про те, що в розмові з носівчанами дізнався, що німці готують розправу Мітлинцям, бо дуже часто саме на їх полях перекидаються поїзди з добром награбованим для «Фатерлянду». Ця звістка насторожила мітлинчан, але не зламала волі до боротьби.
Як новорічний подарунок фашистам пролунав знову вибух на залізниці під Мітлинцями. На цей раз під укіс пішов ешелон з спиртом. 5 січня 1944 року карателі з Гайсина і Ситковець прибули зранку до Криштопівки і не виявили партизанів. І виплеснули всю свою лють на мирне населення. Чорним димом потягнуло над північною околицею Мітлинець. Знали, горить Криштопівка. Швидко, хто міг, почали збирати збіжжя на сани і тікати в ліс. Хмарою налетіли фашисти на Мітлинці. Палити почали Заріччя. Першою загорілась хата Луценко Якова, а невдовзі палало все Заріччя. Фашисти зганяли людей, які залишились вдома: жінки з дітьми та старі. Штовхаючи прикладами автоматів нелюди гнали на городи жінок з малими дітьми. Плачуть маленькі на руках, ідуть більшенькі, ховаючись за материнські спідниці. Чи можна легко споглядати таку картину? Кати робили свою справу спокійно. В цій групі був старий колгоспник Іван Котик, не витримало серце старого вийшов наперед громади: «Що ви робите іроди прокляті? Убивайте стариків, а нащо діток безневинних катуєте?», — упав на коліна благаючи за дітей. Цей випадок засвідчує Чомунь Павло Тимофійович, який теж був у цій групі. Він розповів: "…із Причипіївки (так називається куток на Заріччі) зігнали нас на город Рижука Никодима і хотіли розстріляти, але Котик Іван упав на коліна. Невідомо, що саме подіяло на фашиста, який керував розправою, чи, може, то що побачив вцілілу хату на Заріччі він підізвав до себе поліцаїв і запитав, чому не горить хата, вказуючи на вцілілу. Ті відповіли, що хата належить панові комендантові поліції Шутило Мифодію. Захлинаючись від люті, фашист крикнув: «Запалити!». Жандарми і поліцаї кинулись виконувати наказ начальника, а той скочивши на сани, поїхав за ними. Приречені в цей час порозбігались в різні боки і так врятувались. Та не всім, хто був в Мітлинцях, вдалось залишитися живими… ". Димом заволокло долину понад Мітлюгою. Догоряли Зарічанські вулиці, полум'ям було охоплене все село. Фашисти та їх найманці грабували хати, виганяли на дороги корови, коні, вантажили на сани награбоване. Тріскотіли автоматні черги, скошуючи нескорених.
Корінчук Юхим Титович кинувся до палаючої хати з лозняка на долині і попав під фашистський багнет. Шпак Юхрем Пилипович не давав останнього кожуха з скрині взяти і впав від кулі. Така ж доля спіткала Гамоцького Якова, Максименко Петро, який не встиг втекти в ліс, вискочив уже з палаючої хати, впав скошений чергою з автомата. Того дня загинуло 14 осіб: Золотар Кіндрат, Цегельник Меланка, Золотар Ганна, Корінчук Ксеня, Червоний Степан, Коваль Марфина, Колодій Євдоким, Кривенький Микита, Сікальчук Тетяна. Впав від фашистської кулі і голова громади Артем Тихонюк. Не сподівався, мабуть, чоловік такої нагороди за вірну службу. Дарма, що стрічав «хлібом і сіллю». Не помогло.
Сутеніло. За вечірньою та димовою завісою не помітили фашисти, що на вигоні зашилось ще п'ять неспалених хат. Ото вони лише уціліли.
В архіві Мітлинецької сільської Ради в довідці пишеться, що до Великої Вітчизняної війни у Мітлинцях нараховувалось 485 житлових будинків, з них було 5 під покрівлею із твердого матеріалу, після спалення села залишилося 9 житлових будинків. До них входять хата старости та будинки, що були зайняті під управу, склади.
Фашисти в сутінках покинули згарище. На третій день повернулися із схованки в лісі всі, хто встиг вибратися з села. Готували хати, які ще можна було використати під житло, лагодили їх, копали землянки. Селилися в одну оселю по 3-4 сім'ї. Хоронили, загиблих від фашистських куль, односельчан. Кожен з живих поклявся мстити ворогові до останньої краплі крові. Паніки не було, була праця, розселяли тих, хто залишився в живих.
Згодом, у знак пам'яті про ті страшні події в центрі села було встановлено камінь пам'яті.

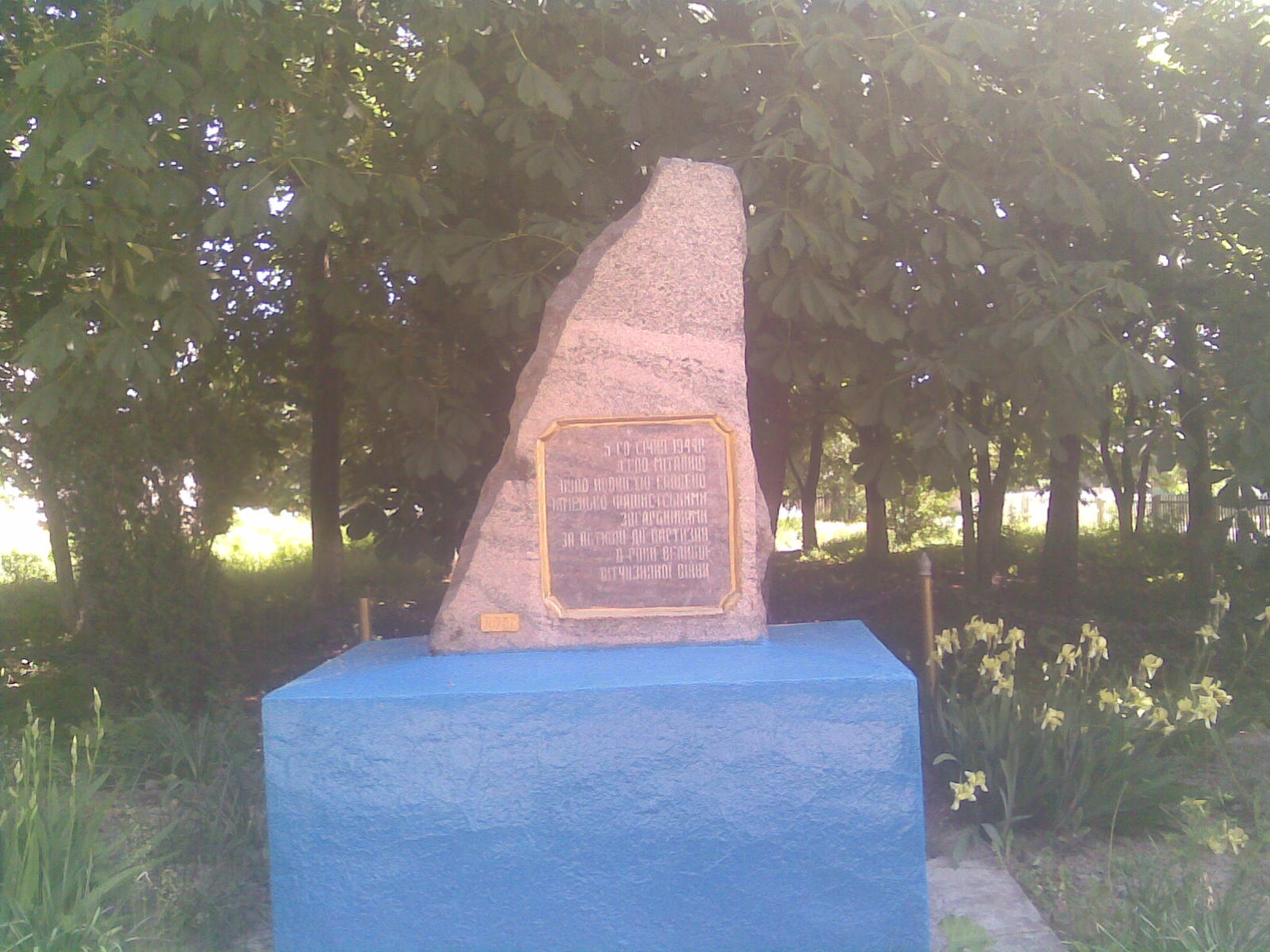
Камінь Пам'яті

Полегшенням для всіх був той бажаний гуркіт канонади, що наближався зі сходу. То йшла переможним маршем, визволяючи вистраждані міста і села України, Радянська Армія.
До Мітлинець дійшли чутки про Житомирсько — Бердичівську операцію, у результаті якої розпочалося звільнення Вітчизни. Відомо було, що в результаті жорстоких боїв 28 грудня 1943 року війська Першого Українського фронту оволоділи залізничним вузлом і містом Козятин. 14 січня 1944 року Радянська Армія була на підступах до Гайсинщини. Проте не вся територія Вінниччини була звільнена від фашистів. Ворогові, який зосередив на підході до Вінниці великі сили, вдалося в січні зупинити наступ наших військ, а в деяких місцях перейти в контрнаступ. Окремі райони попали знову в руки ворогів. До Мітлинець потрапляють бійці, які залишилися в тилу ворога.
Стомлені, поранені, обморожені вони знаходили у спаленому селі свій порятунок. Мітлинчани переховують їх, лікують. Майже 100 днів на території Вінниччини проходили жорстокі бої за здійснення Радянською Армією наступальної операції. Всі намагання ворога стримати наступ радянських військ, не дивлячись на заздалегідь зведені вздовж берегів Південного Бугу укріплення, не увінчались успіхом. В перших числах березня 1944 року війська трьох Українських фронтів прорвали оборону ворога на захід і південний захід від Козятина, а також Іллінці, Липовець. 14 березня 1944 року було звільнено Гайсин. Наступальна операція продовжувалась, німці в паніці відступали. Один з підрозділів з гітлерівців відступав через Мітлинці. На околиці села німці попали під обстріл радянських солдат, що йшли на фронт. Зав'язалась сутичка, німці відстрілювались, кинулись врозтіч, покидаючи вбитих і поранених.
Солдати, що переслідували німців, не помітили як один з поранених цілився в них. Вистріл фашиста скосив славного сина російського народу — ленінградця Аглоткова Миколу Івановича, його похоронили на мітлинецькому цвинтарі.
До вечора від гітлерівців було очищено територію Ситковецького і Гайсинського районів. З великою радістю зустріли мітлинчани радянських воїнів-визволителів із 133 Стрілецької дивізії.
Два роки і вісім місяців стогнала мітлинецька земля під чоботом ворога. За цей час з населених пунктів Мітлинецької сільської Ради німці відправили на каторжні роботи до Німеччини 360 чоловік, розстріляли 25 чоловік, на фронтах загинуло — 72, пропали безвісти — 84, брали участь у партизанському русі — 47, на фронтах Великої Вітчизняної війни — 141.
Загинув під час війни на Ростовщині наш земляк Герой Радянського Союзу Петро Іванович Миколаєнко 1902 року народження. Указом Президії Верховної Ради СРСР від 31 березня 1943 року товаришу Миколаєнко П. І. присвоєно звання Героя Радянського Союзу з врученням ордена Леніна і медалі «Золота Зірка». На жаль, йому не довелось особисто одержати нагороду. В 1967 році мітлинчани спорудили погруддя Миколаєнко П. І.

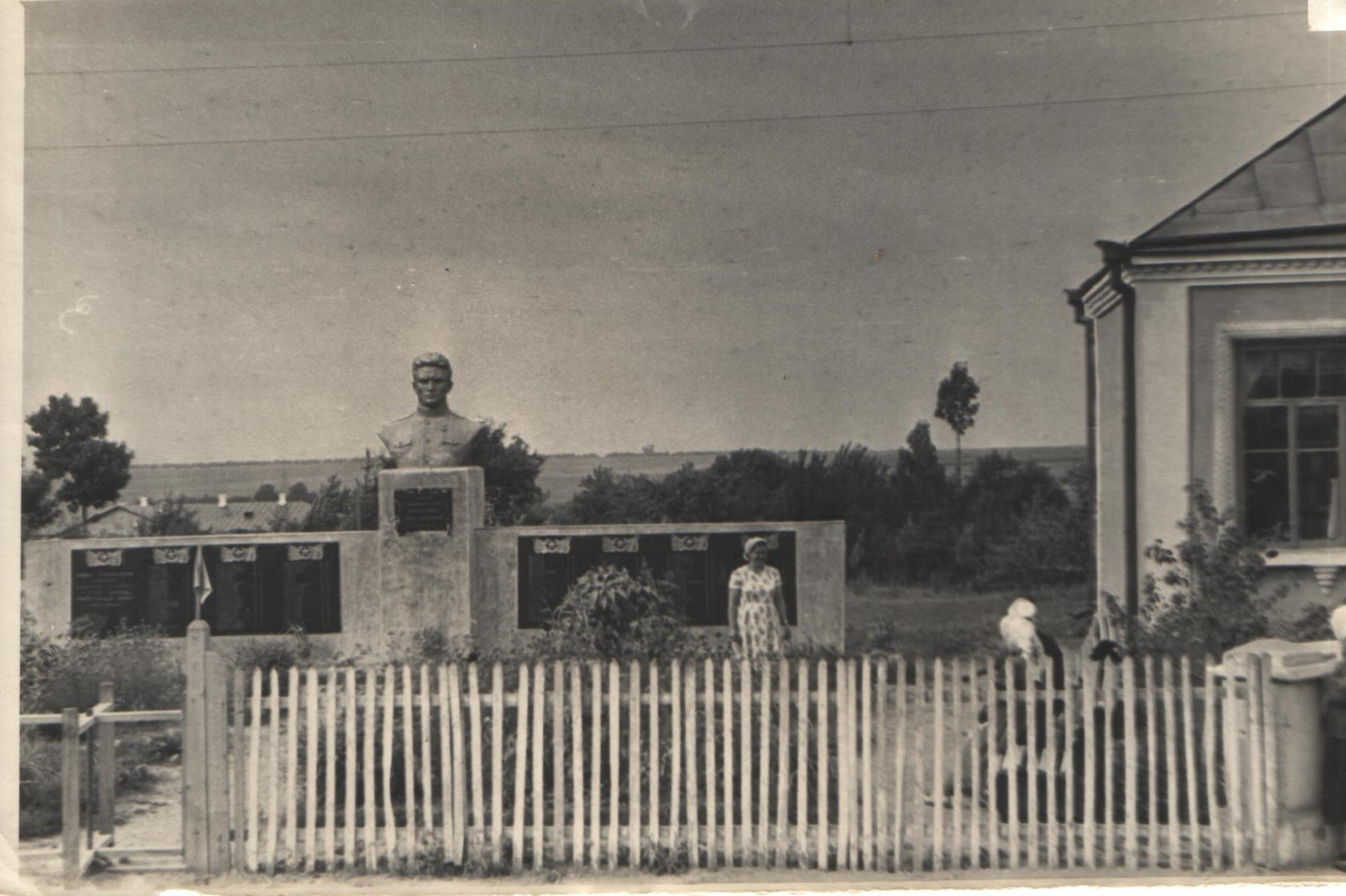
Погруддя Миколаєнко П. І.

На початку 80-х років погруддя було перенесено і споруджено меморіал пам'яті. Навколо нього висаджено молодий сквер. А такий вигляд це місце має тепер.

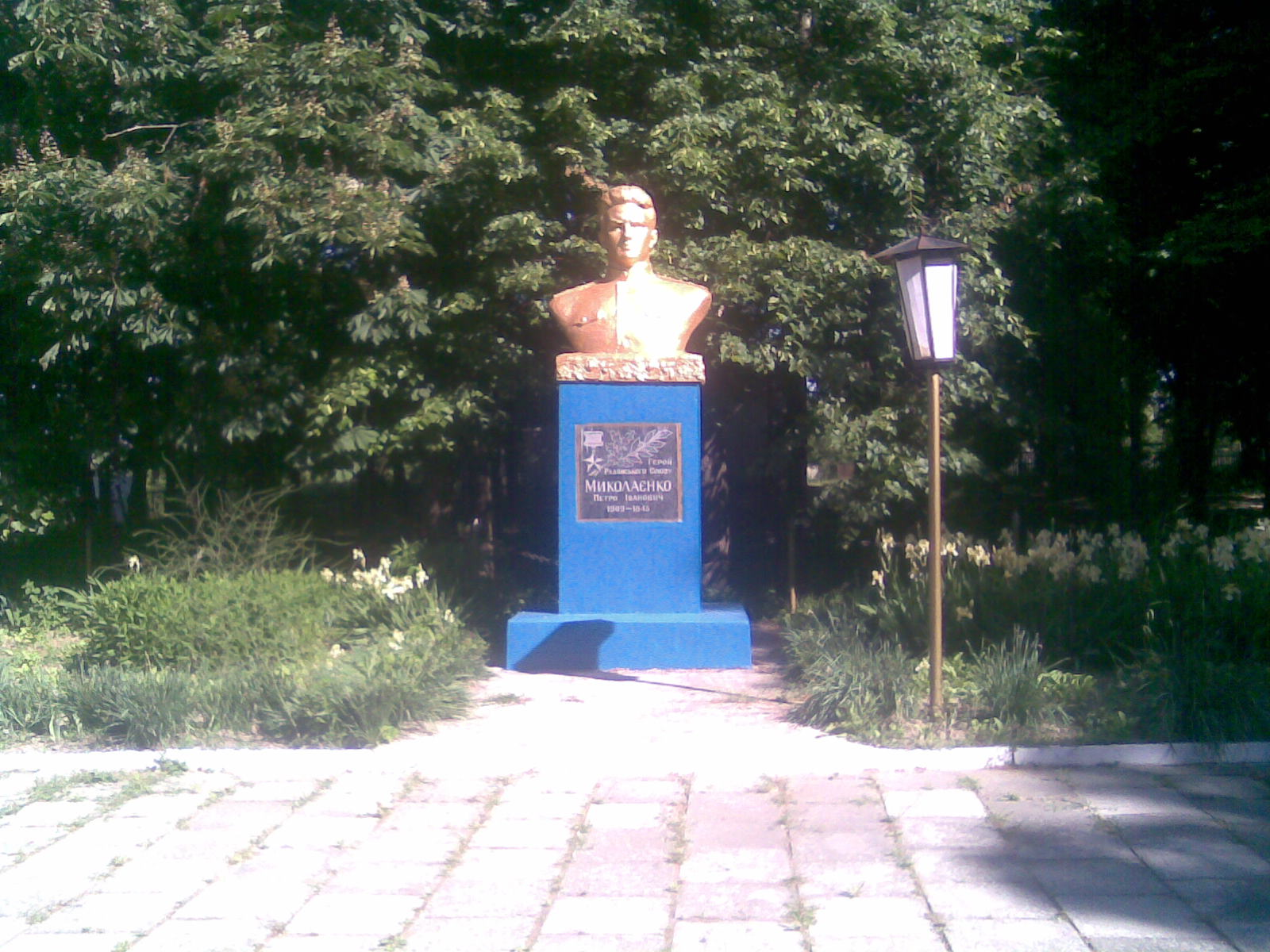
Пам'тник Миколаєнку

На честь Великої Перемоги радянського народу у Великій Вітчизняній війні 1941—1945 років відкрито меморіальний комплекс воїнам односельчанам, котрі загинули на фронтах другої світової війни. Імена 156 чоловік викарбувані у граніті.

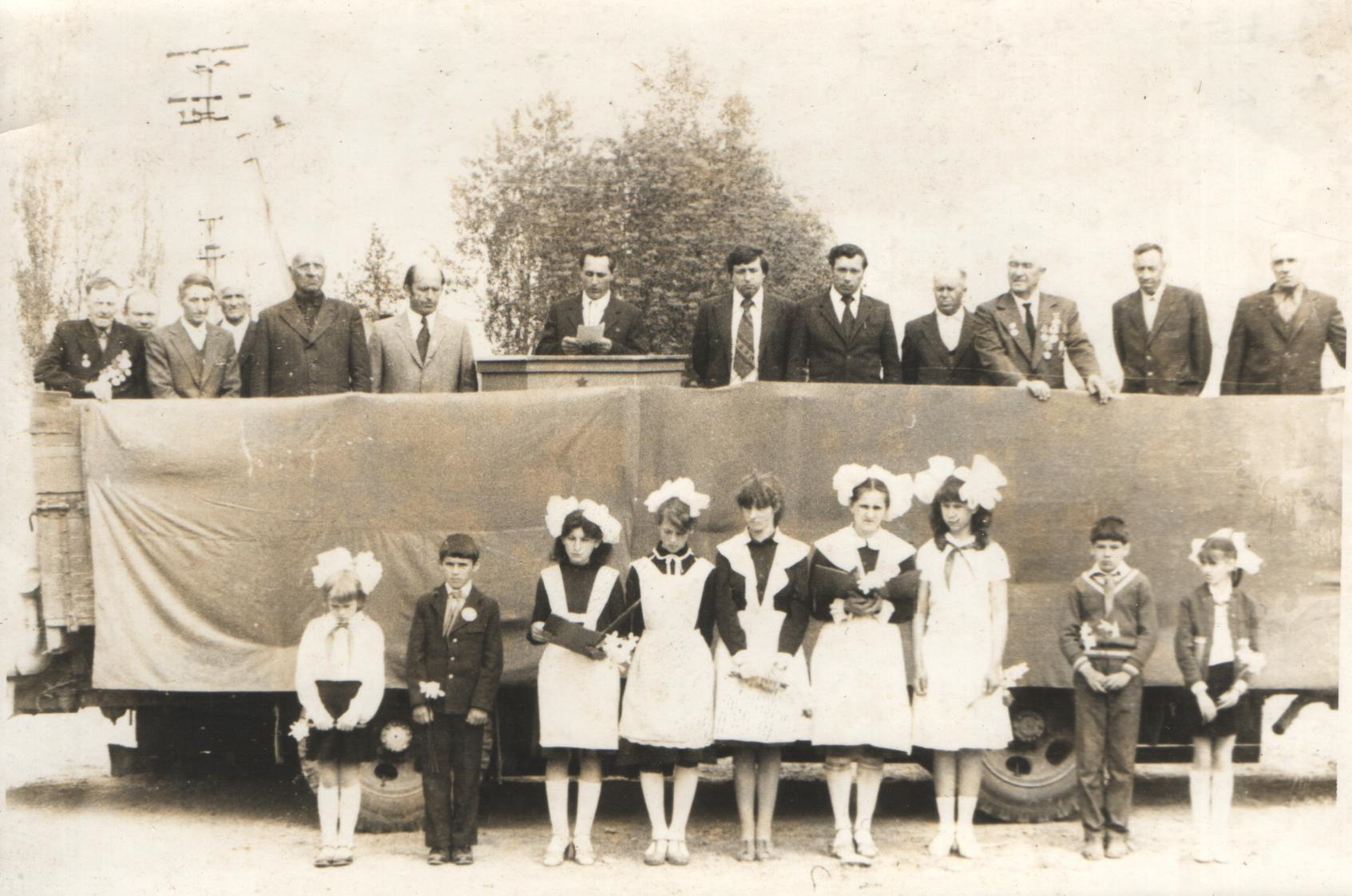
Мітинг присвячений відкриттю меморіалу пам'яті.

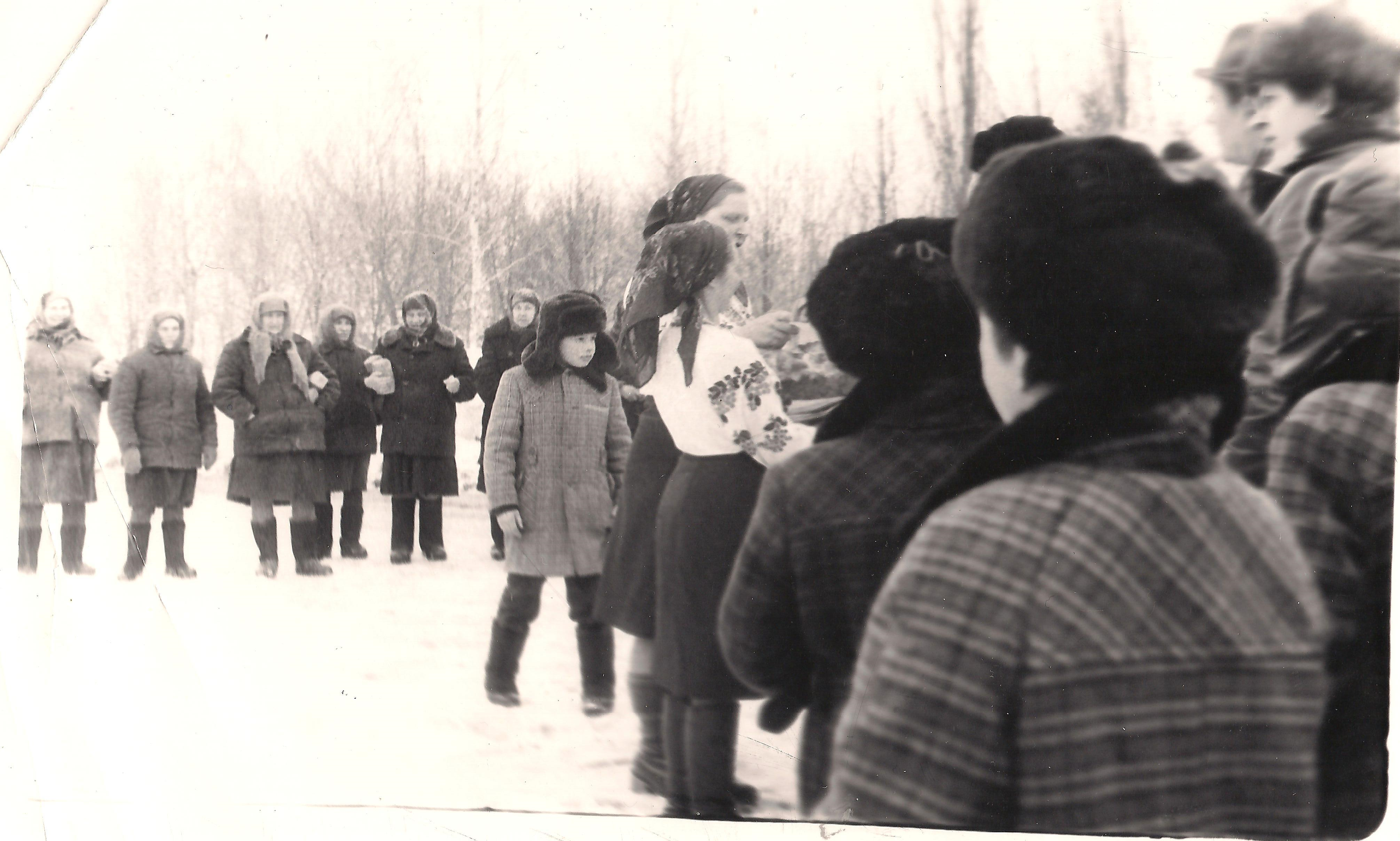
Візит до села солдатів-визволителів до дня 40-річчя визволення с. Мітлинець від німецько-фашистських загарбників

Батьківщина гідно оцінила ратний подвиг своїх синів. Шістдесят вісім мітлинчан, які повернулись з фронту, нагороджено високими урядовими нагородами. Серед них Орденом Великої Вітчизняної війни три чоловіки: Семенчук М. С., Шкорубський Г. М., Телейчук М. А.; орденом Слави — чотири: Полозун В. Е., Науменко І. Н., Коваль І. Н., Гамоцький І. Я.. Орденом «Красная звезда» — 12 чоловік, медалями «За отвагу» — 23, «За бойові заслуги» — 26 чоловік.

## Відродження села.

### Відродження школи
Після відбудови села, його осередком, як і врешті українських сіл, стала школа та освіта зокрема.

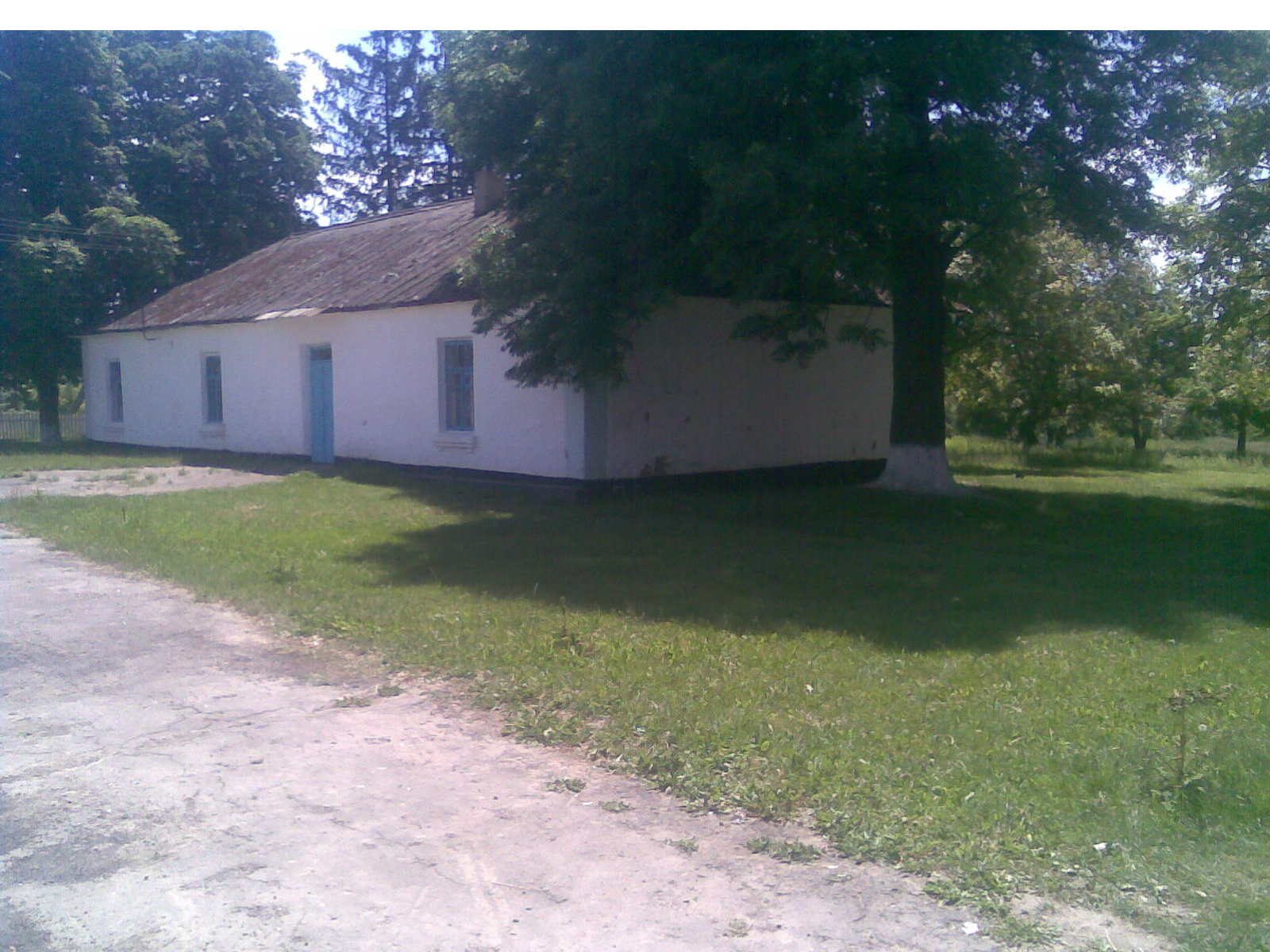
Чотирирічна школа

І от, на зміну старому приміщенню чотирирічної школи було збудовано нове і відкрито восьмирічну школу.

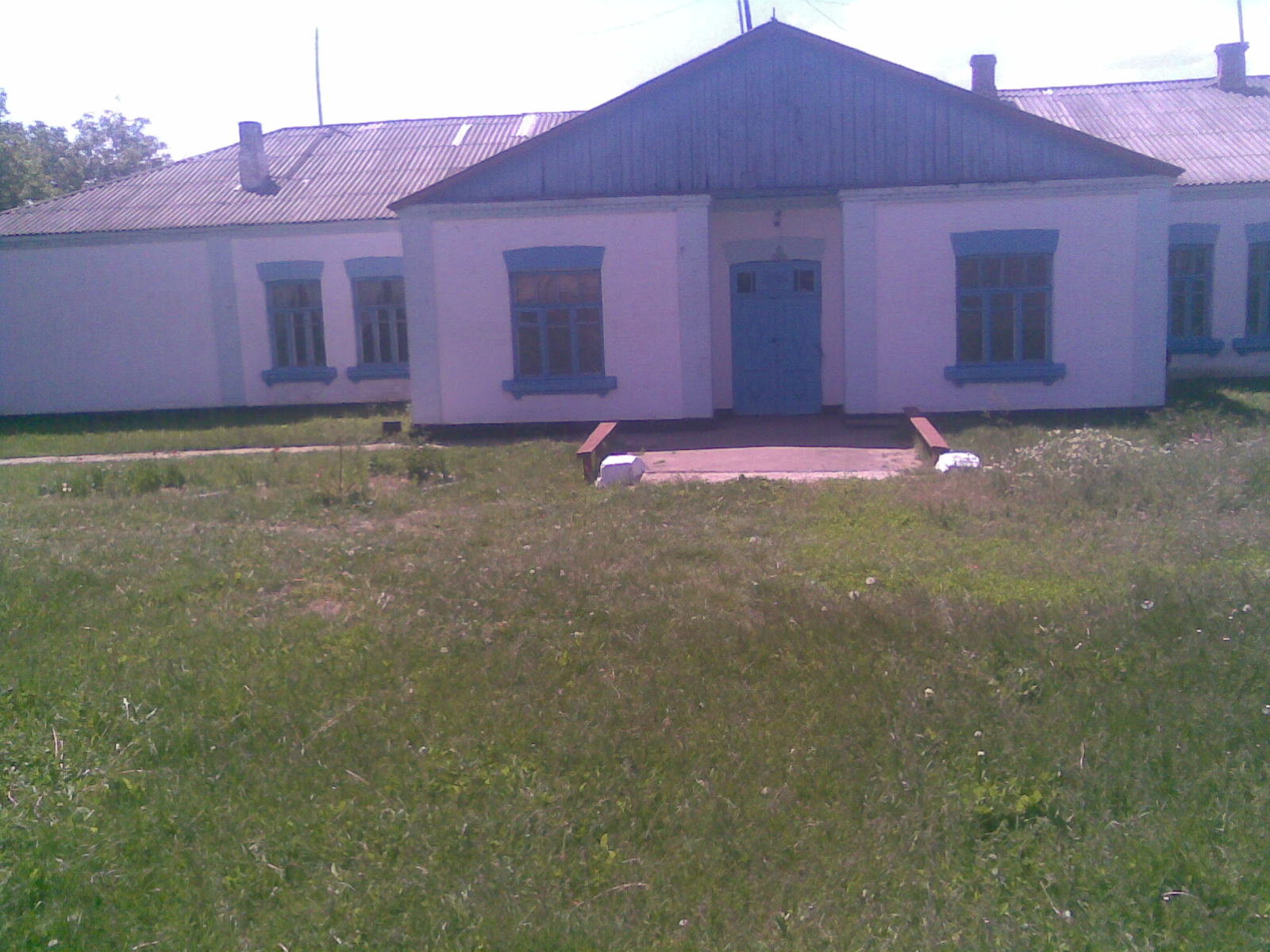
Восьмирічна школа

Більш як пів століття здобували неповну середню освіту жителі села Мітлинці в цьому приміщенні.
 А у 2008 році на радість юним мітлинчанам було відкрито нове сучасне приміщення.

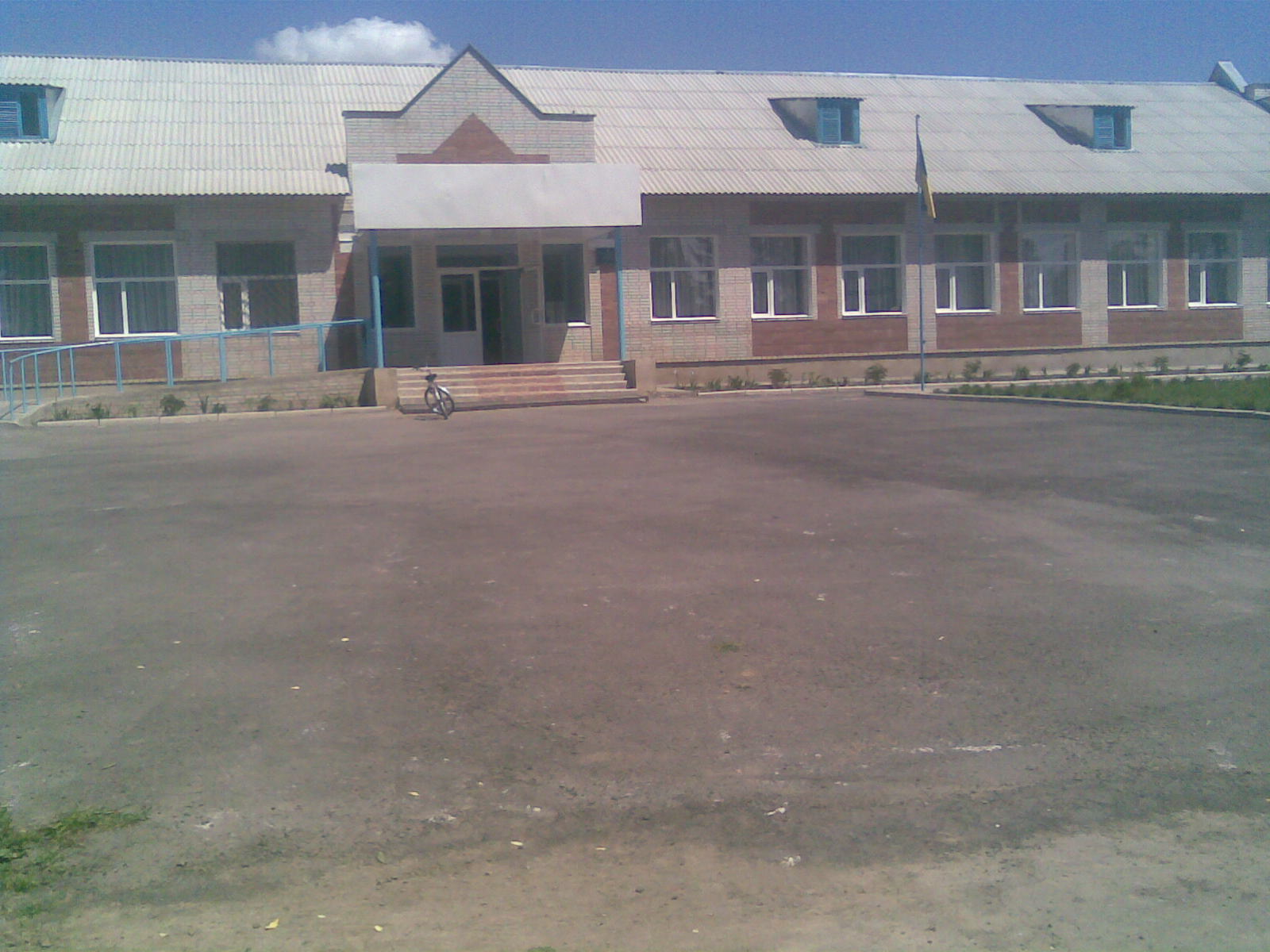
Нове приміщення школи

### Відновлення будинку культури та сільської бібліотеки

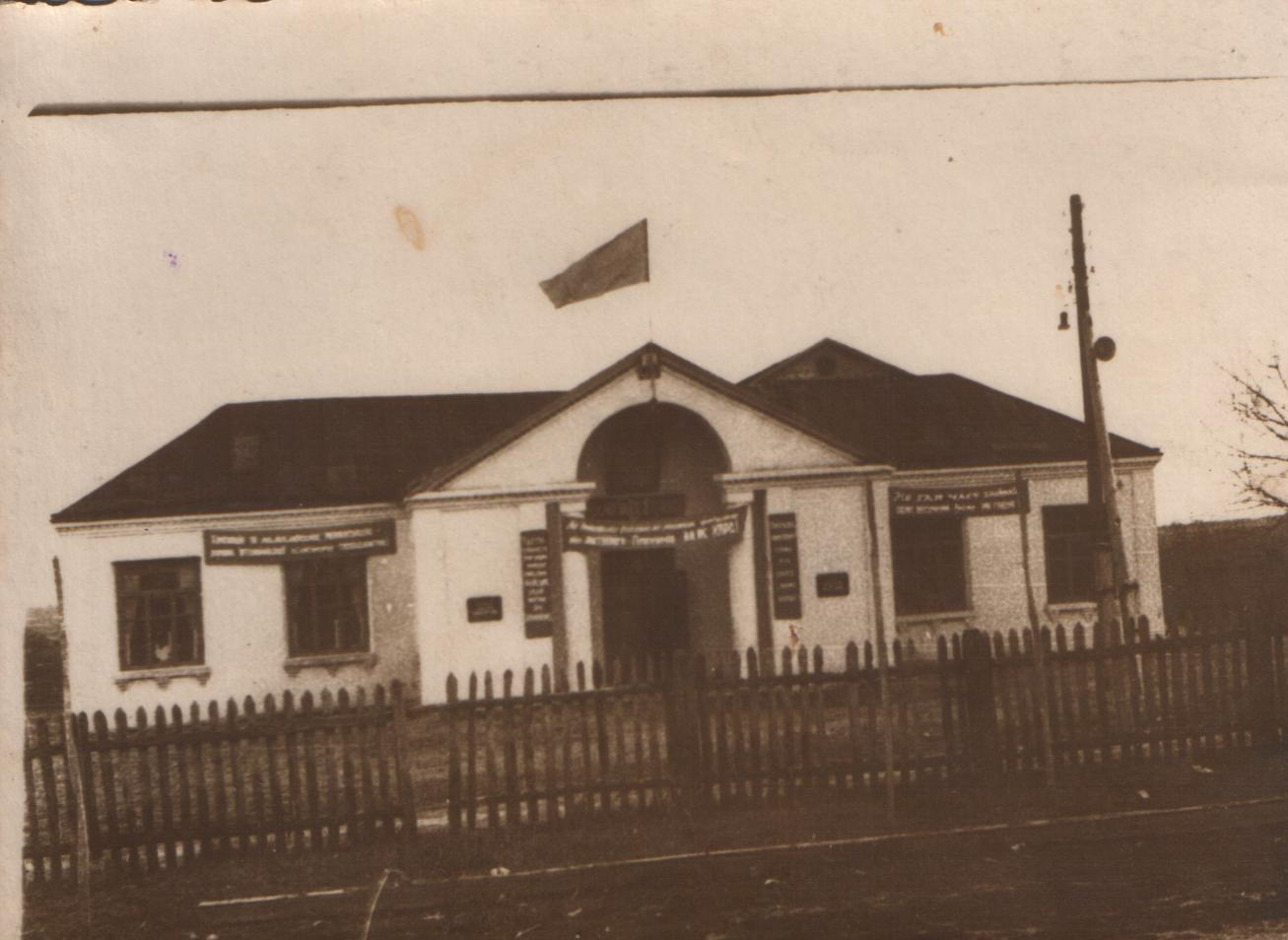
Сільський будинок культури (60 роки ХХ ст.)

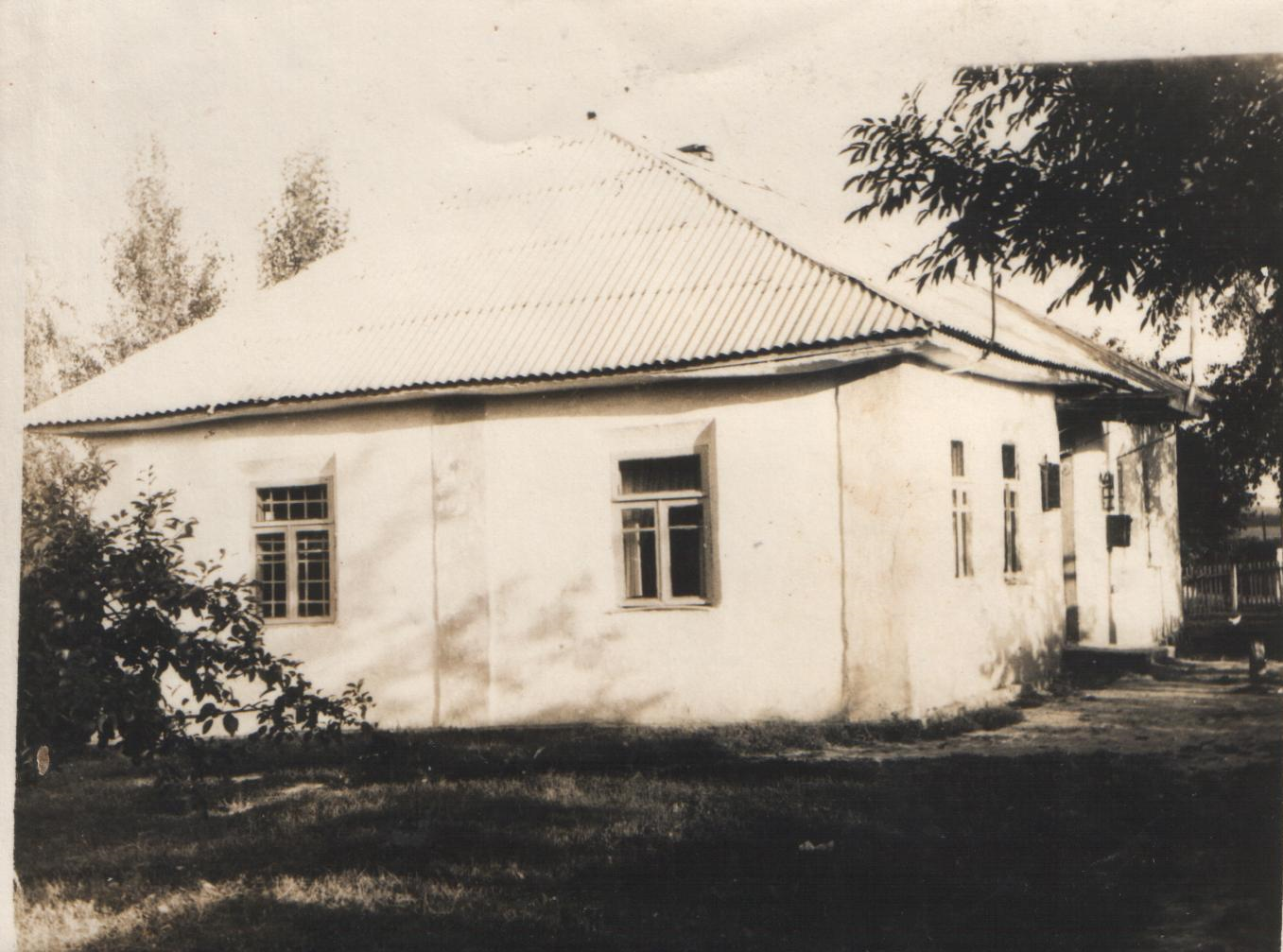
Приміщення сільської ради, пошти та швейної майстерні,. (початок 70-х років)

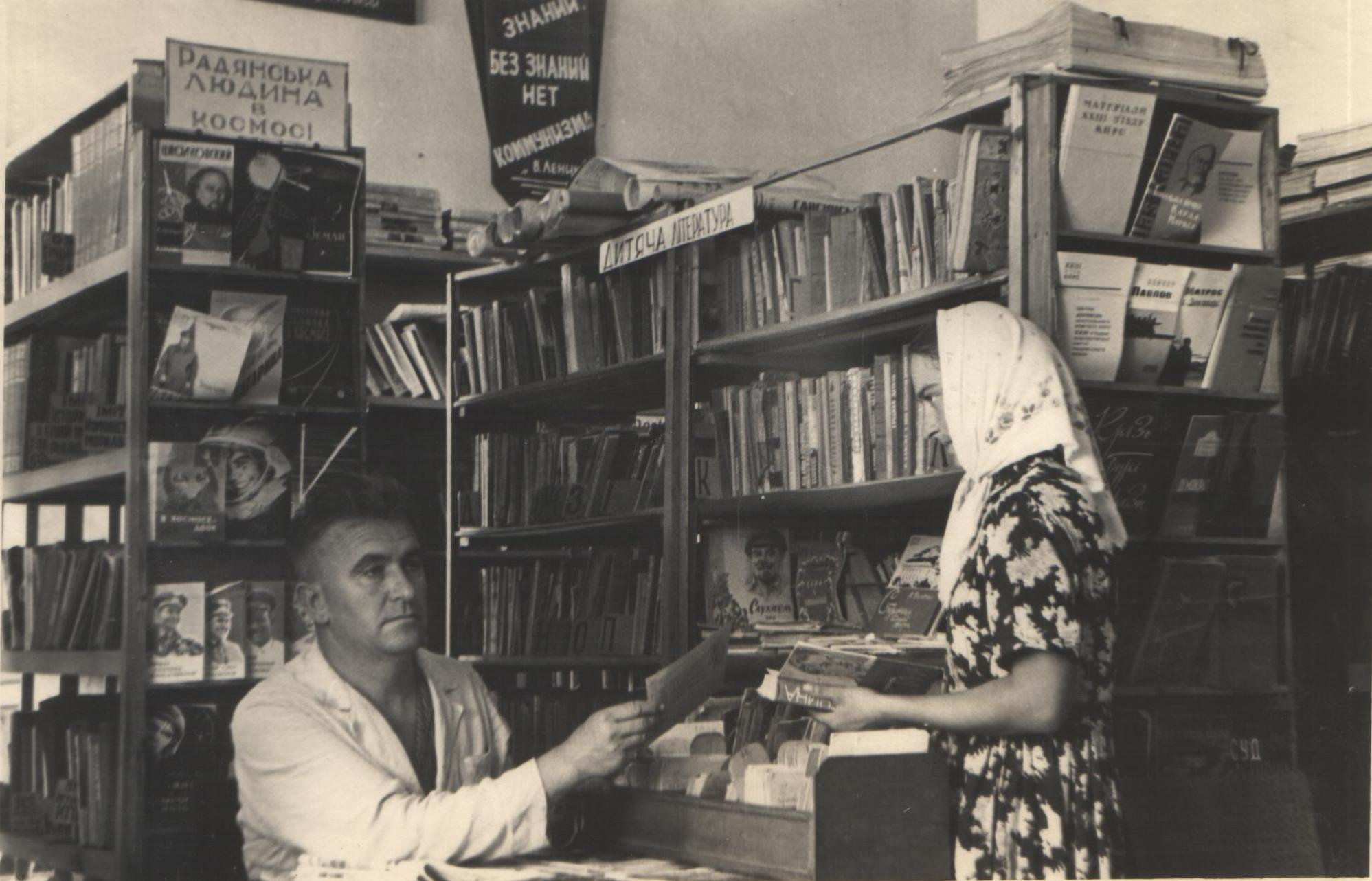
Сільська бібліотека (кінець 60 — початок 70- х років)

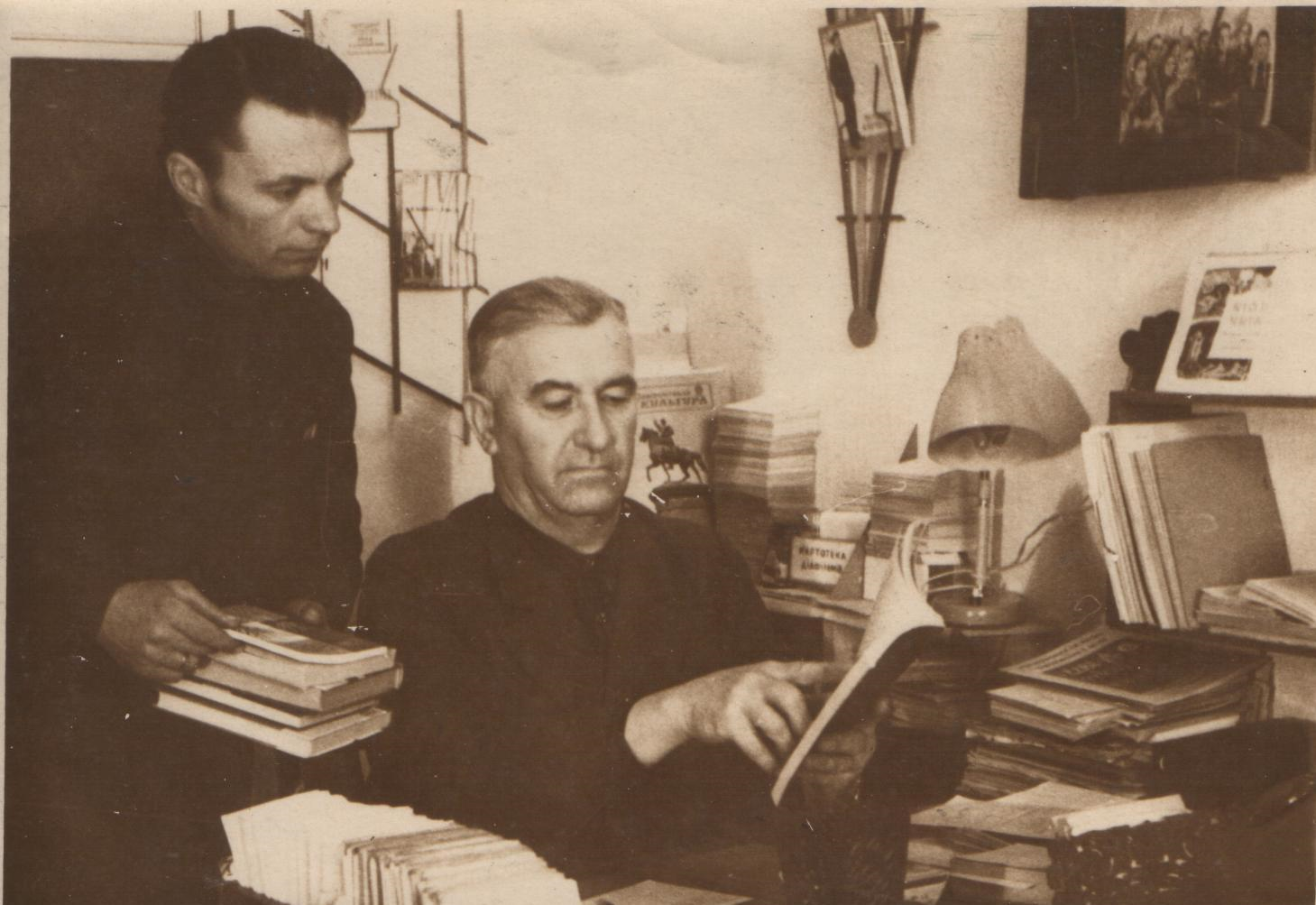
Сільська бібліотека

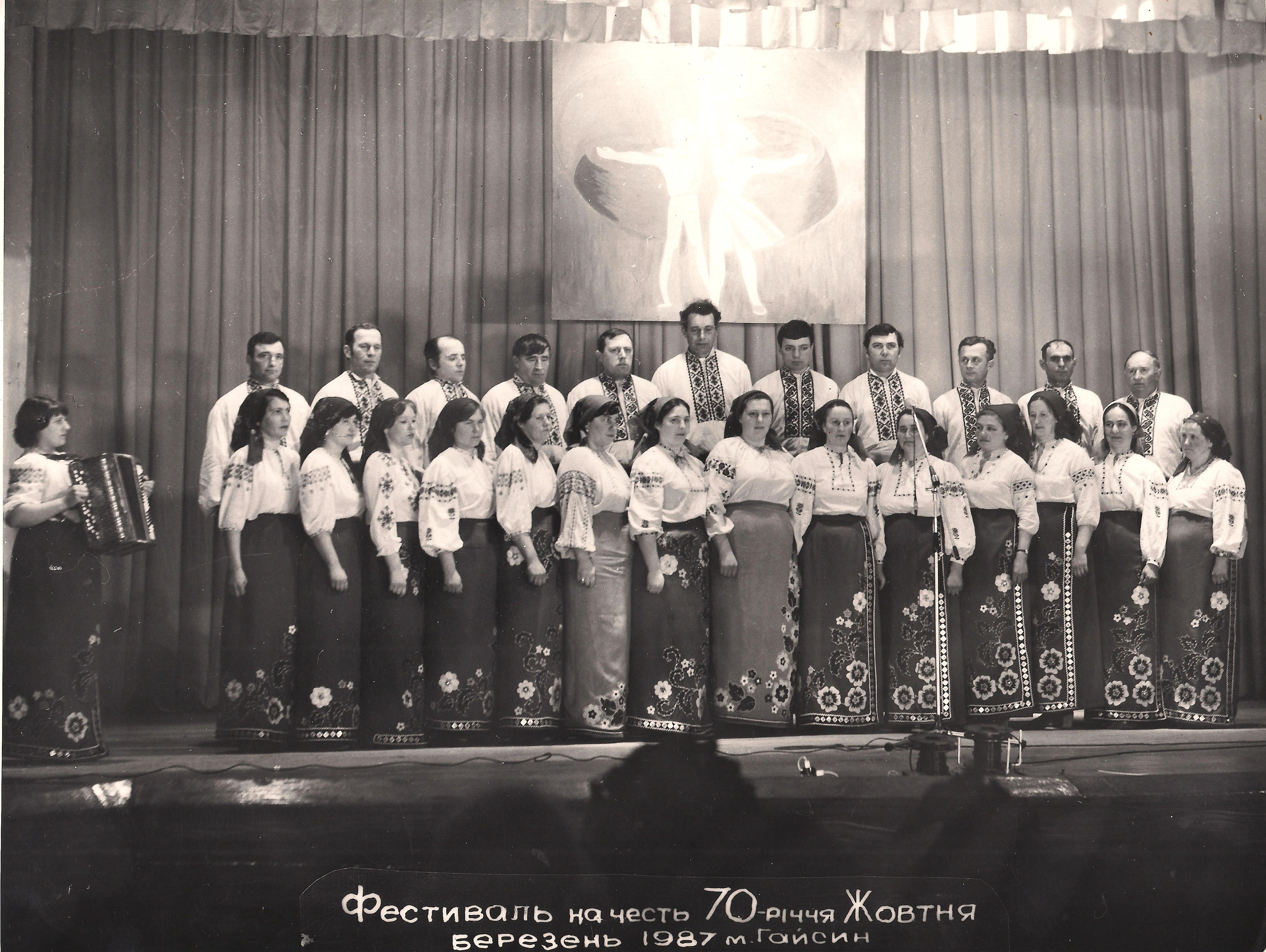
Виступ сільського колективу художньої самодіяльності в районному будинку культури (музичний супровід на баяні — Максименко Надія Олександрівна

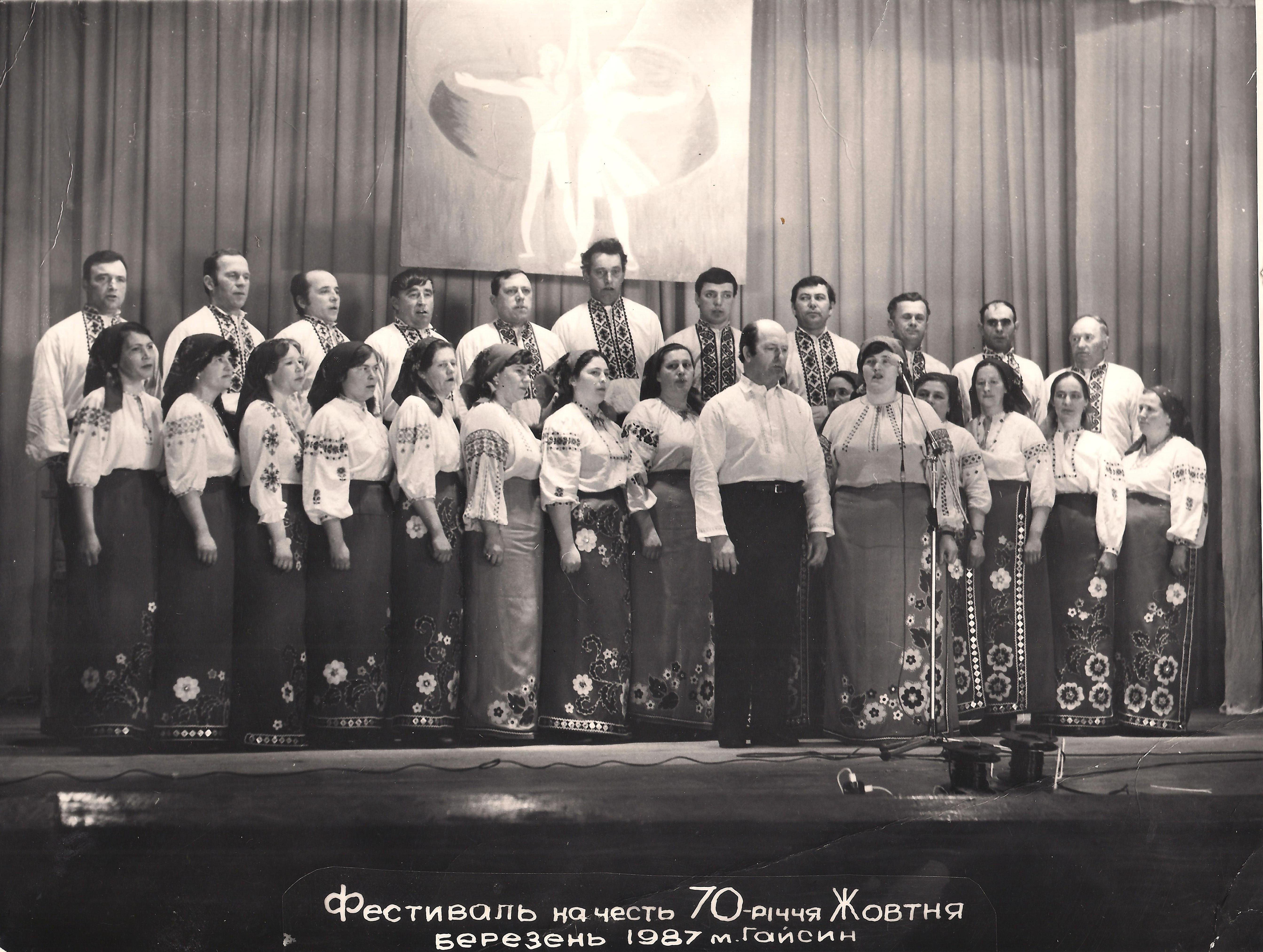
Виступ сільського колективу художньої самодіяльності в районному будинку культури (солісти: Войтенко Володимир Ілліч — голова сільської ради та Губанова Валентина)

### Робота та відпочинок колективного сільського господарства

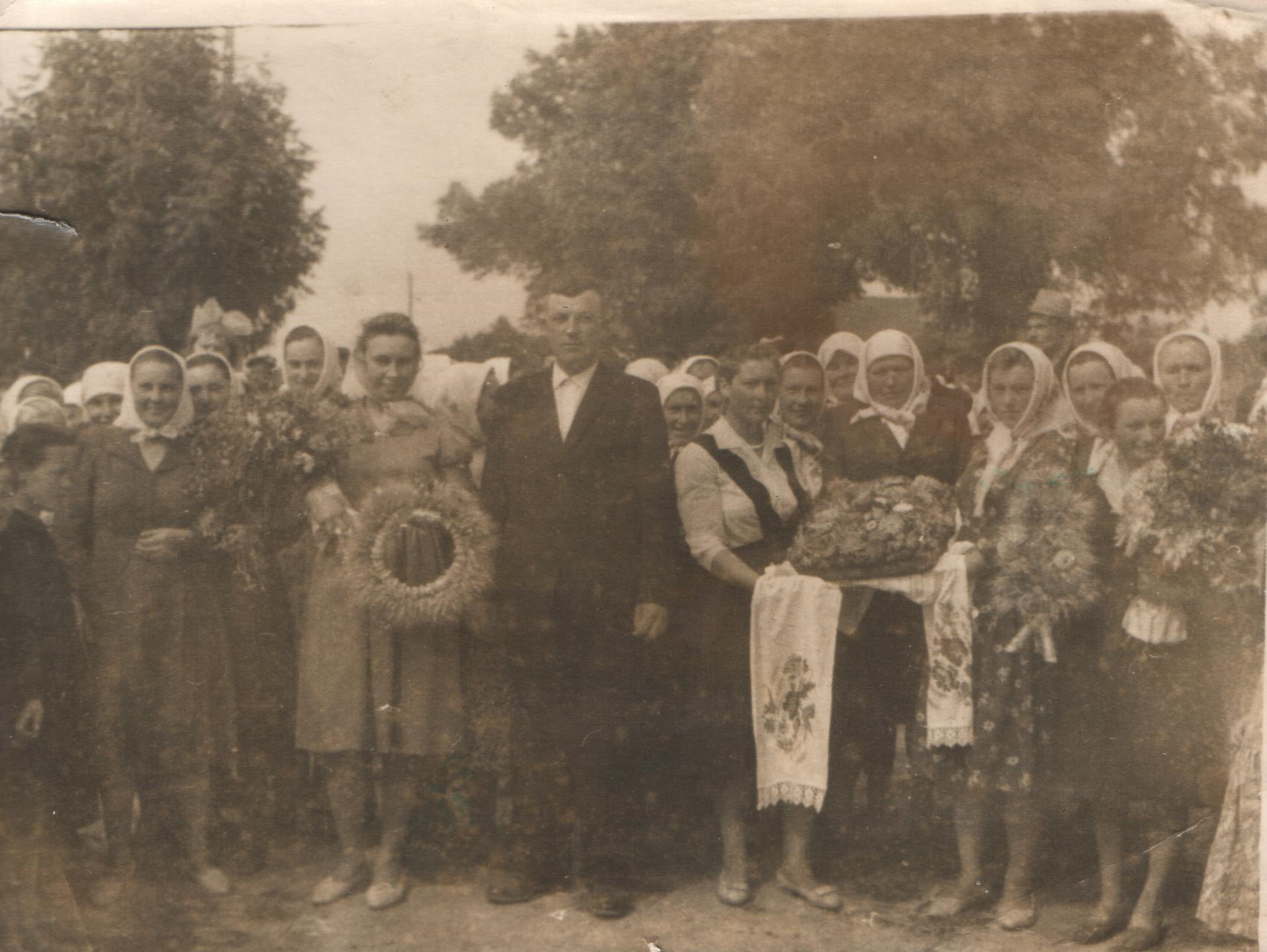
Свято жнив (1964 рік)

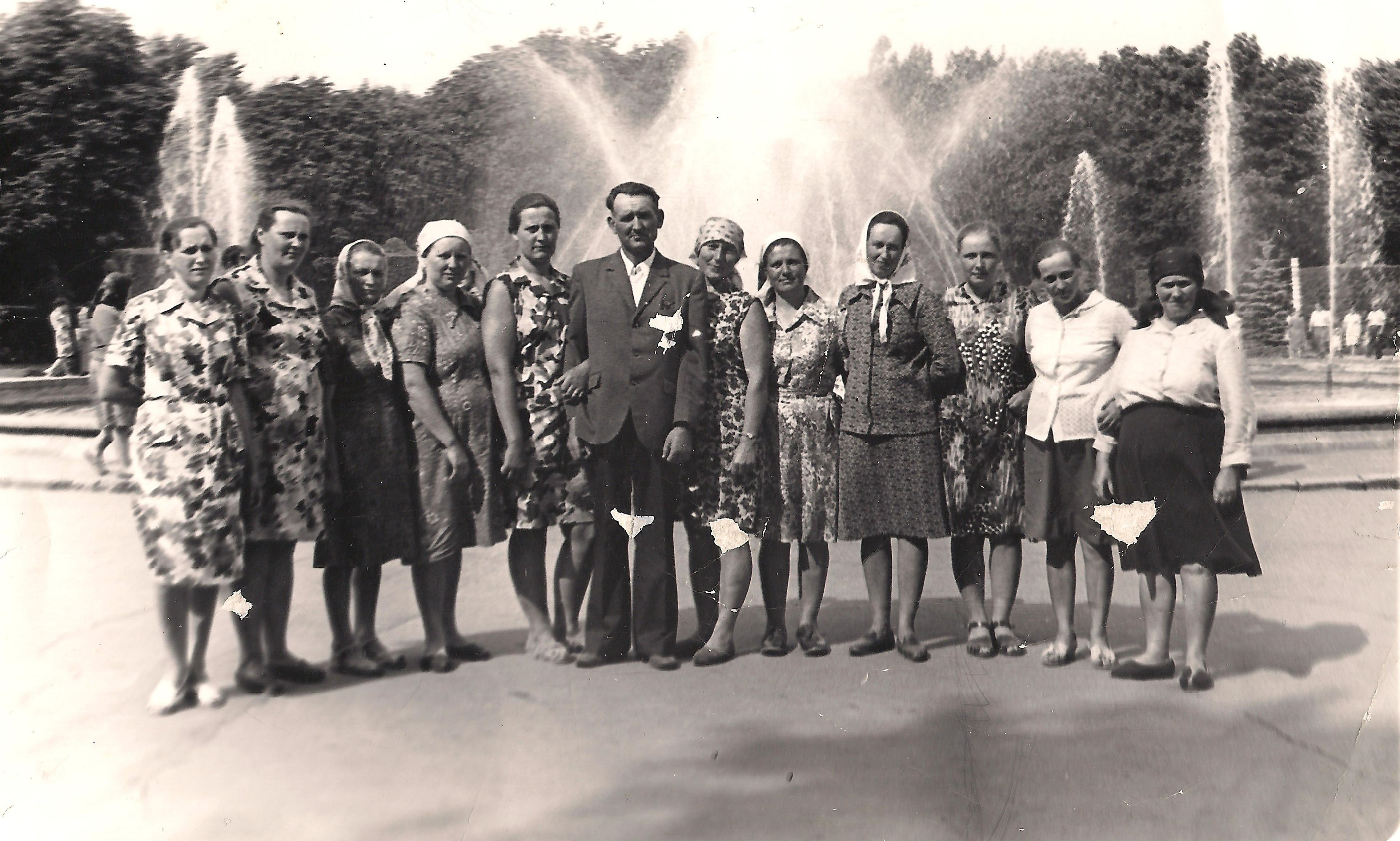
Передова ланка на екскурсії у м. Вінниці (1975 р.)

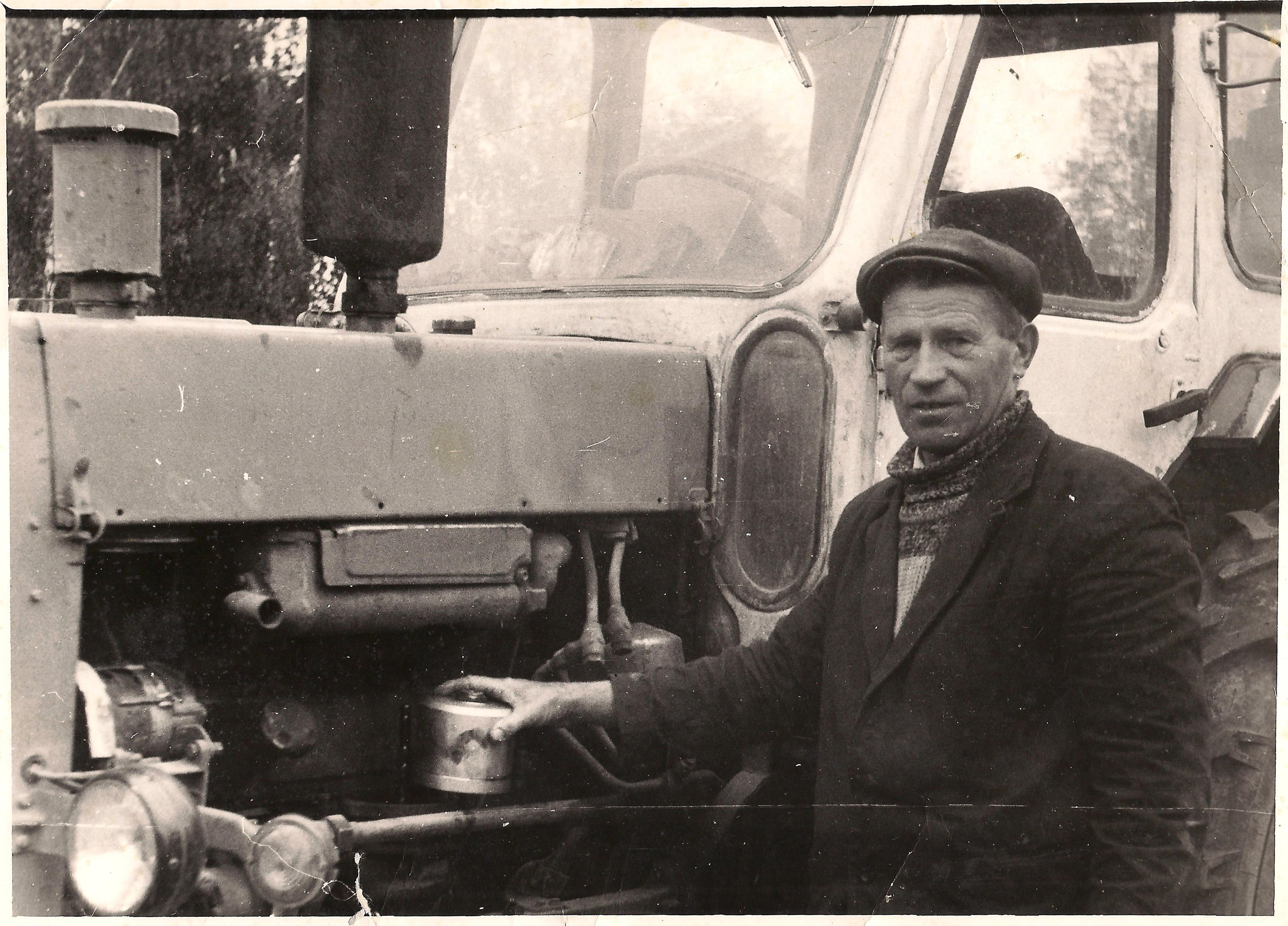
Передовий тракторист Вільховий Юхим (1975 р.)

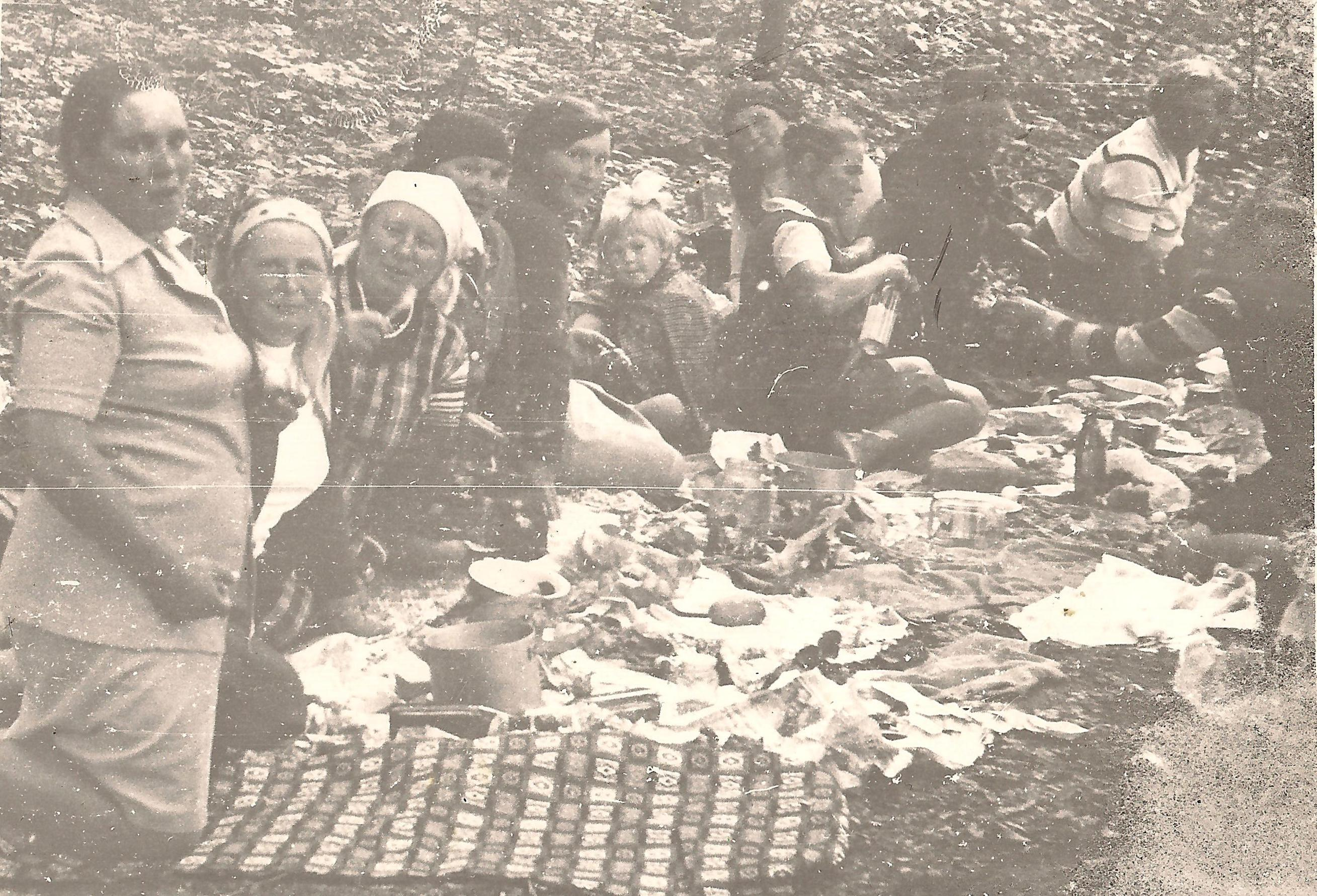
Ланка на обіді (1984 р.)

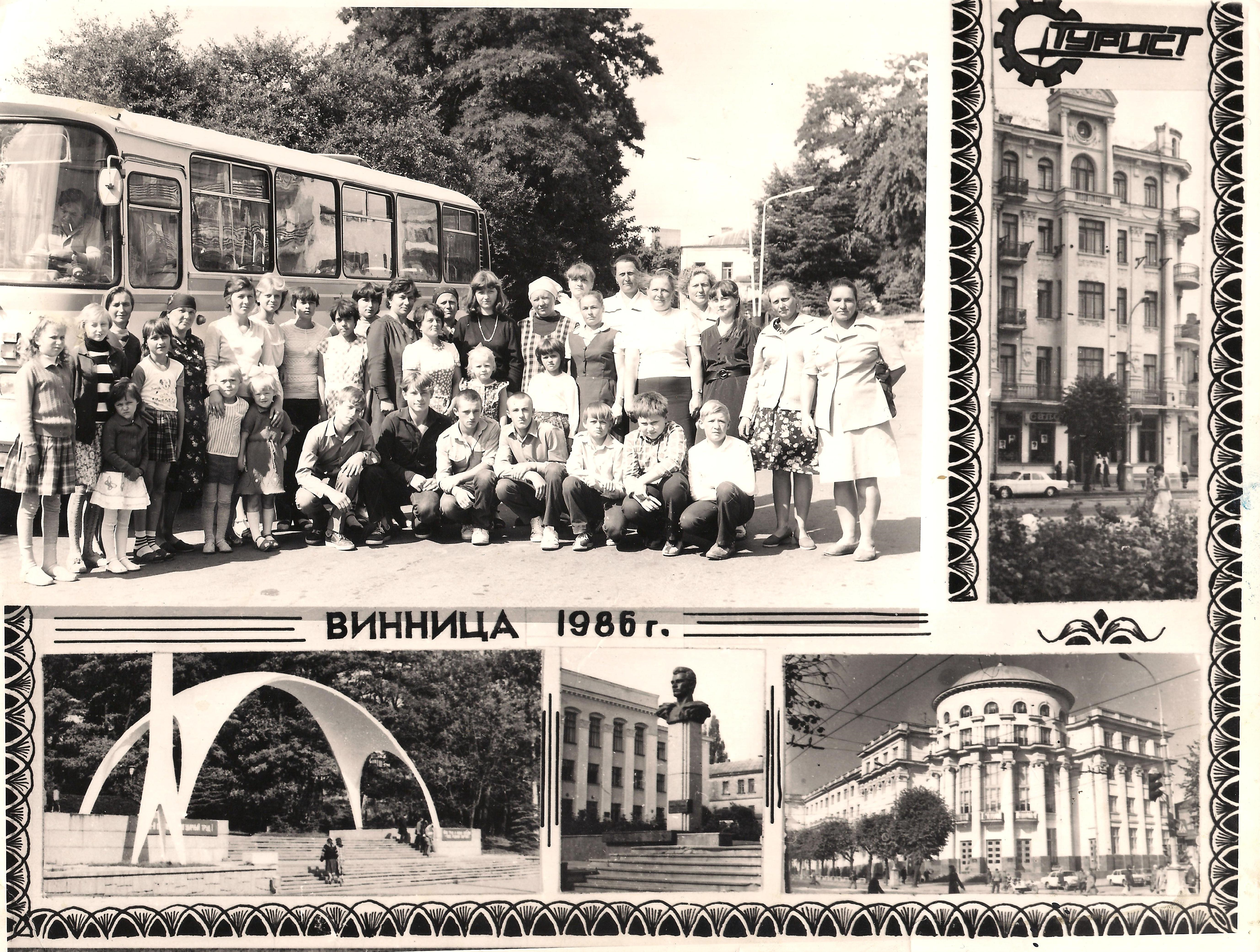
Екскурсія ланки з дітьми по визначних місця м. Вінниці

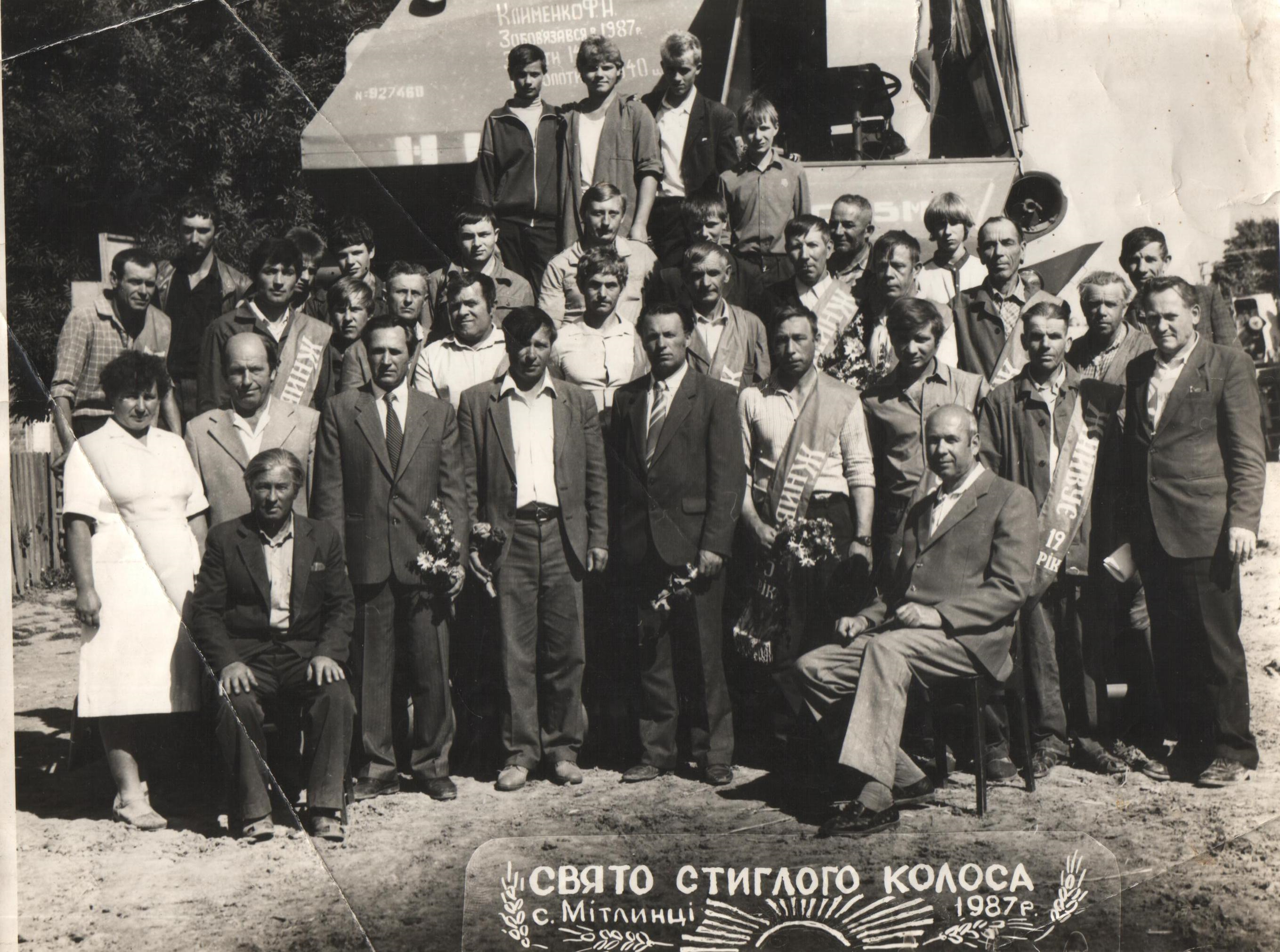
Свято стиглого колоса 1987 р.

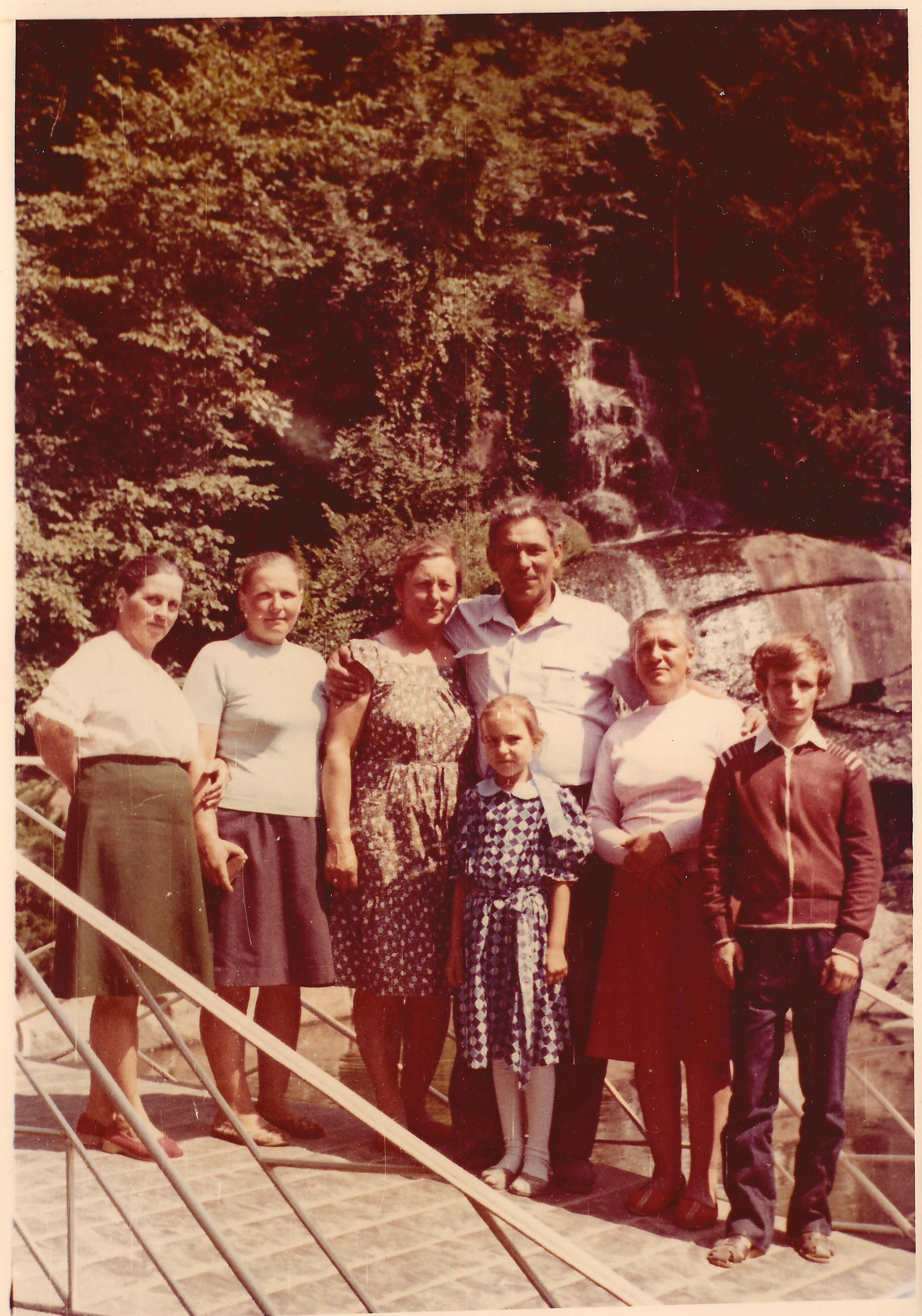
Передова ланка на екскурсії в Софіївському парку в Умані

### Незалежна Україна
12 червня 2020 року, відповідно розпорядження Кабінету Міністрів України № 707-р «Про визначення адміністративних центрів та затвердження територій територіальних громад Вінницької області», село увійшло до складу Кунківської сільської громади.
17 липня 2020 року, в результаті адміністративно-територіальної реформи і ліквідації Гайсинського району, село увійшло до складу новоутвореного Гайсинського району.

## Населення

### Мова
Розподіл населення за рідною мовою за даними перепису 2001 року:
| Мова            | Кількість | Відсоток |
| --------------- | --------- | -------- |
| українська      | 866       | 98.86%   |
| російська       | 7         | 0.81%    |
| білоруська      | 1         | 0.11%    |
| румунська       | 1         | 0.11%    |
| інші/не вказали | 1         | 0.11%    |
| Усього          | 876       | 100%     |

## Автор
«Історія села Мітлинці» 2009 р. (44с.) — Ліщук Валентина Володимирівна, Корінчук Федір Семенович, Панькова Алла Миколаївна, Кондратюк Ольга Миколаївна.
Записано зі слів очевидців та жителів села Мітлинці.